# Az Egyesített Csapat az 1992. évi nyári olimpiai játékokon
Az Egyesített Csapat a spanyolországi Barcelonában megrendezett 1992. évi nyári olimpiai játékokon az 1991 végén alakult Független Államok Közössége tagállamainak (volt szovjet tagköztársaságok) közös csapata volt. Az Egyesített Csapat a játékokon 27 sportágban 475 sportolóval képviseltette magát, akik összesen 112 érmet szereztek.

## Érmesek
| Érem  | Versenyző | Sportág       | Versenyszám                  |
| ----- | --- | ------------- | ---------------------------- |
| Arany | Andrej Perlov | Atlétika      | Férfi 50 km gyaloglás        |
| Arany | Makszim Taraszov | Atlétika      | Férfi rúdugrás               |
| Arany | Andrej Abduvalijev | Atlétika      | Férfi kalapácsvetés          |
| Arany | Jelena Romanova | Atlétika      | Női 3000 m                   |
| Arany | Olha Brizhina Ljudmila Dzsigalova Olga Nazarova Lilija Nurotgyinova Jelena Ruzina Marina Smonyina | Atlétika      | Női 4 × 400 m váltó          |
| Arany | Valentyina Jegorova | Atlétika      | Női maraton                  |
| Arany | Szvetlana Kriveljova | Atlétika      | Női súlylökés                |
| Arany | Oleg Kucserenko | Birkózás      | Férfi kötöttfogás, 48 kg     |
| Arany | Mnacakan Iszkandarjan | Birkózás      | Férfi kötöttfogás, 74 kg     |
| Arany | Alekszandr Karelin | Birkózás      | Férfi kötöttfogás, 130 kg    |
| Arany | Arszen Fadzajev | Birkózás      | Férfi szabadfogás, 68 kg     |
| Arany | Maharbek Hadarcev | Birkózás      | Férfi szabadfogás, 90 kg     |
| Arany | Leri Habelov | Birkózás      | Férfi szabadfogás, 100 kg    |
| Arany | Nazim Hüseynov | Cselgáncs     | Férfi légsúly                |
| Arany | David Hahalejsvili | Cselgáncs     | Férfi nehézsúly              |
| Arany | Dimitrij Dovgalenkov Alekszandr Maszejkov | Kajak-kenu    | Férfi kenu kettes 500 m      |
| Arany | Nemzeti válogatott Szergej Bebesko Andrej Barbasinszkij Igor Csumak Talant Dujsebajev Jurij Gavrilov Valerij Gopin Oleg Grebnev Mihail Jakimovics Oleg Kiszeljov Vaszilij Kugyinov Andrej Lavrov Igor Vasziljev                                              | Kézilabda     | Férfi                        |
| Arany | Nemzeti válogatott Jelena Baranova Elen Bunatyjanc Irina Gerlic Jelena Hudasova Irina Minh Alena Svajbovics Irina Szumnyikova Marina Tkacsenko Jelena Tornyikidu Szvetlana Zabolujeva Natalja Zaszulszkaja Olena Zsirko                                      | Kosárlabda    | Női                          |
| Arany | Kansztancin Lukasik | Sportlövészet | Férfi szabadpisztoly         |
| Arany | Yury Fedkin | Sportlövészet | Férfi légpuska               |
| Arany | Hracsja Petikjan | Sportlövészet | Férfi sportpuska, összetett  |
| Arany | Marina Logvinyenko | Sportlövészet | Női légpisztoly              |
| Arany | Marina Logvinyenko | Sportlövészet | Női sportpisztoly            |
| Arany | Iszrajel Militoszján | Súlyemelés    | Férfi 67,5 kg                |
| Arany | Tudor Casapu | Súlyemelés    | Férfi 75 kg                  |
| Arany | Kahi Kahiasvili | Súlyemelés    | Férfi 90 kg                  |
| Arany | Viktor Tregubov | Súlyemelés    | Férfi 100 kg                 |
| Arany | Aljakszandr Kurlovics | Súlyemelés    | Férfi +110 kg                |
| Arany | Vital Scserba | Torna         | Férfi ugrás                  |
| Arany | Vital Scserba | Torna         | Férfi korlát                 |
| Arany | Vital Scserba | Torna         | Férfi gyűrű                  |
| Arany | Vital Scserba | Torna         | Férfi lólengés               |
| Arany | Vital Scserba | Torna         | Férfi egyéni összetett       |
| Arany | Waleri Belenki Ihor Korobcsinszkij Hrihorij Miszjutyin Rusztam Saripov Vital Scserba Alekszej Voropajev | Torna         | Férfi csapat összetett       |
| Arany | Tetyana Liszenko | Torna         | Női gerenda                  |
| Arany | Tetyana Hucu | Torna         | Női egyéni összetett         |
| Arany | Szvjatlana Bahinszkaja Oksana Chusovitina Rozalija Galijeva Jelena Grudnyeva Tetyana Hucu Tetyana Liszenko | Torna         | Női csapat összetett         |
| Arany | Olekszandra Timosenko | Torna         | Ritmikus gimnasztika, egyéni |
| Arany | Alekszandr Popov | Úszás         | Férfi 50 m gyors             |
| Arany | Alekszandr Popov | Úszás         | Férfi 100 m gyors            |
| Arany | Jevgenyij Szadovij | Úszás         | Férfi 200 m gyors            |
| Arany | Jevgenyij Szadovij | Úszás         | Férfi 400 m gyors            |
| Arany | Alekszej Kudrjavcev Dmitrij Lepikov Jurij Muhin Vlagyimir Pisnyenko Jevgenyij Szadovij Venyiamin Tajanovics | Úszás         | Férfi 4 × 200 m gyorsváltó   |
| Arany | Jelena Rudkovszkaja | Úszás         | Női 100 m mell               |
| Arany | Vadim Hutcajt Grigorij Kirijenko Heorhij Pohoszov Sztanyiszlav Pozdnyakov Alekszandr Sirsov | Vívás         | Férfi kard, csapat           |
| Ezüst | Igor Trangyenkov | Atlétika      | Férfi rúdugrás               |
| Ezüst | Ihar Asztapkovics | Atlétika      | Férfi kalapácsvetés          |
| Ezüst | Olha Brizhina | Atlétika      | Női 400 m                    |
| Ezüst | Lilija Nurutgyinova | Atlétika      | Női 800 m                    |
| Ezüst | Ljudmila Rogacsova | Atlétika      | Női 1500 m                   |
| Ezüst | Tetyana Dorovszkih | Atlétika      | Női 3000 m                   |
| Ezüst | Olga Bogoszlovszkaja Galina Malcsugina Irina Privalova Marina Trangyenkova | Atlétika      | Női 4 × 100 m váltó          |
| Ezüst | Jelena Nyikolajeva | Atlétika      | Női 10 km gyaloglás          |
| Ezüst | Inesza Kravec | Atlétika      | Női távolugrás               |
| Ezüst | Natallja Sikalenka | Atlétika      | Női gerelyhajítás            |
| Ezüst | Irina Belova | Atlétika      | Női hétpróba                 |
| Ezüst | Alfred Ter-Mkrticsjan | Birkózás      | Férfi kötöttfogás, 52 kg     |
| Ezüst | Szergej Martinov | Birkózás      | Férfi kötöttfogás, 62 kg     |
| Ezüst | İslam Duqiçiyev | Birkózás      | Férfi kötöttfogás, 68 kg     |
| Ezüst | Szjarhej Szmal | Birkózás      | Férfi szabadfogás, 57 kg     |
| Ezüst | Elmagyi Zsabrailov | Birkózás      | Férfi szabadfogás, 82 kg     |
| Ezüst | Mihajlo Szlivinszkij | Kajak-kenu    | Férfi kenu egyes 500 m       |
| Ezüst | Irina Lasko | Műugrás       | Női egyéni műugrás           |
| Ezüst | Jelena Mirosina | Műugrás       | Női egyéni toronyugrás       |
| Ezüst | Rosztiszlav Zaulicsnij | Ökölvívás     | Félnehézsúly                 |
| Ezüst | Anatolij Sztarosztyin Dmitrij Szvatkovszkij Eduard Zenovka | Öttusa        | Férfi csapat                 |
| Ezüst | Nemzeti válogatott Jevgenyija Artamonova Jelena Csebukina Irina Ilcsenko Szvetlana Koritova Galina Lebegyeva Tatyjana Mencsova Natalja Morozova Marina Nyikulina Valentyina Ogijenk Tatyjana Szidorenko Jelena Tyurina Szvetlana Vaszilevszkaja              | Röplabda      | Női                          |
| Ezüst | Szergej Pizsjanov | Sportlövészet | Férfi légpisztoly            |
| Ezüst | Anatolij Aszrabajev | Sportlövészet | Férfi futócéllövészet        |
| Ezüst | Szergej Szircov | Súlyemelés    | Férfi 90 kg                  |
| Ezüst | Timur Tajmazov | Súlyemelés    | Férfi 100 kg                 |
| Ezüst | Artur Akojev | Súlyemelés    | Férfi 110 kg                 |
| Ezüst | Leanyid Taranyenka | Súlyemelés    | Férfi +110 kg                |
| Ezüst | Hrihorij Miszjutyin | Torna         | Férfi talaj                  |
| Ezüst | Hrihorij Miszjutyin | Torna         | Férfi ugrás                  |
| Ezüst | Hrihorij Miszjutyin | Torna         | Férfi nyújtó                 |
| Ezüst | Hrihorij Miszjutyin | Torna         | Férfi egyéni összetett       |
| Ezüst | Tetyana Hucu | Torna         | Női felemás korlát           |
| Ezüst | Vlagyimir Szelkov | Úszás         | Férfi 200 m hát              |
| Ezüst | Iurie Başcatov Pavlo Hnikin Vlagyimir Pisnyenko Alekszandr Popov Gennagyij Prigoda Venyiamin Tajanovics | Úszás         | Férfi 4 × 100 m gyorsváltó   |
| Ezüst | Pavlo Hnikin Vaszilij Ivanov Vlagyiszlav Kulikov Vlagyimir Pisnyenko Alekszandr Popov Vlagyimir Szelkov Dmitrij Volkov | Úszás         | Férfi 4 × 100 m vegyes váltó |
| Ezüst | Szerhij Holubickij | Vívás         | Férfi tőr, egyéni            |
| Ezüst | Pavel Kolobkov | Vívás         | Férfi párbajtőr, egyéni      |
| Bronz | Vjacseszlav Liho | Atlétika      | Férfi súlylökés              |
| Bronz | Igor Nyikulin | Atlétika      | Férfi kalapácsvetés          |
| Bronz | Irina Privalova | Atlétika      | Női 100 m                    |
| Bronz | Daulet Turlihanov | Birkózás      | Férfi kötöttfogás, 82 kg     |
| Bronz | Gogi Koguasvili | Birkózás      | Férfi kötöttfogás, 90 kg     |
| Bronz | Szergej Gyemjaskevics | Birkózás      | Férfi kötöttfogás, 100 kg    |
| Bronz | Vugar Orudzsov | Birkózás      | Férfi szabadfogás, 48 kg     |
| Bronz | David Gobedzsisvili | Birkózás      | Férfi szabadfogás, 130 kg    |
| Bronz | Dmitrij Szergejev | Cselgáncs     | Férfi félnehézsúly           |
| Bronz | Jelena Petrova | Cselgáncs     | Női váltósúly                |
| Bronz | Antonyina Dumcseva Kacjarina Hadatovics Jelena Hlopceva Tetyana Usztyuzsanyina | Evezés        | Női négypárevezős            |
| Bronz | Natalia Valeeva | Íjászat       | Női egyéni                   |
| Bronz | Ljudmila Arzsannikova Hatuna Kvrivisvili Natalia Valeeva | Íjászat       | Női csapat                   |
| Bronz | Nemzeti válogatott Natalja Anyiszimova Marina Bazanova Szvetlana Bogdanova Galina Borzenkova Tatyjana Dzsandzsgava Ljudmila Gudz Elina Guszeva Natalja Gyerjugina Tetyana Horb Larisza Kiszeljova Natalja Morszkova Galina Onoprienko Szvetlana Prjahina     | Kézilabda     | Női                          |
| Bronz | Dmitrij Szautyin | Műugrás       | Férfi egyéni műugrás         |
| Bronz | Ramaz Paliani | Ökölvívás     | Pehelysúly                   |
| Bronz | Eduard Zenovka | Öttusa        | Férfi egyéni                 |
| Bronz | Vlagyimir Vohmjanyin | Sportlövészet | Férfi gyorstüzelő pisztoly   |
| Bronz | Andrej Cserkaszov | Tenisz        | Férfi egyes                  |
| Bronz | Leila Meszhi Natallja Zverava | Tenisz        | Női páros                    |
| Bronz | Ihor Korobcsinszkij | Torna         | Férfi korlát                 |
| Bronz | Valeri Belenki | Torna         | Férfi egyéni összetett       |
| Bronz | Tetyana Hucu | Torna         | Női talaj                    |
| Bronz | Tetyana Liszenko | Torna         | Női ugrás                    |
| Bronz | Okszana Szkalgyina | Torna         | Ritmikus gimnasztika, egyéni |
| Bronz | Jelena Csubina Olha Kiricsenko Natalja Mescserjakova Jelena Rudkovszkaja Nyina Zsivanyevszkaja | Úszás         | Női 4 × 100 m vegyes váltó   |
| Bronz | Pavel Kolobkov Szergej Kosztarev Szerhij Kravcsuk Andrej Suvalov Valerij Zaharevics | Vívás         | Férfi párbajtőr, csapat      |
| Bronz | Tatyjana Szadovszkaja | Vívás         | Női tőr, egyéni              |
| Bronz | Nemzeti válogatott Dmitrij Apanaszenko Andrej Belofasztov Dmitrij Gorskov Vlagyimir Karabutov Alekszandr Kolotov Andriy Kovalenko Nyikolaj Kozlov Szergej Markocs Szergej Naumov Alekszandr Ogorodnyikov Jevgenyij Saranov Alexander Tchigir Alekszej Vdovin | Vízilabda     | Férfi                        |

| Sport         |    |    |    | Összesen |
| Asztalitenisz | 0  | 0  | 0  | 0        |
| Atlétika      | 7  | 11 | 3  | 21       |
| Birkózás      | 6  | 5  | 5  | 16       |
| Cselgáncs     | 2  | 0  | 2  | 4        |
| Evezés        | 0  | 0  | 1  | 1        |
| Gyeplabda     | 0  | 0  | 0  | 0        |
| Íjászat       | 0  | 0  | 2  | 2        |
| Kajak-kenu    | 1  | 1  | 0  | 2        |
| Kerékpározás  | 0  | 0  | 0  | 0        |
| Kézilabda     | 1  | 0  | 1  | 2        |
| Kosárlabda    | 1  | 0  | 0  | 1        |
| Lovaglás      | 0  | 0  | 0  | 0        |
| Műugrás       | 0  | 2  | 1  | 3        |
| Ökölvívás     | 0  | 1  | 1  | 2        |
| Öttusa        | 0  | 1  | 1  | 2        |
| Röplabda      | 0  | 1  | 0  | 1        |
| Sportlövészet | 5  | 2  | 1  | 8        |
| Súlyemelés    | 5  | 4  | 0  | 9        |
| Szinkronúszás | 0  | 0  | 0  | 0        |
| Tenisz        | 0  | 0  | 2  | 2        |
| Tollaslabda   | 0  | 0  | 0  | 0        |
| Torna         | 10 | 5  | 5  | 20       |
| Úszás         | 6  | 3  | 1  | 10       |
| Vitorlázás    | 0  | 0  | 0  | 0        |
| Vívás         | 1  | 2  | 2  | 5        |
| Vízilabda     | 0  | 0  | 1  | 1        |
| Összesen      | 45 | 38 | 29 | 112      |

| Naponként | Naponként    | Naponként | Naponként | Naponként | Naponként | Naponként |
| --------- | ------------ | --------- | --------- | --------- | --------- | --------- |
| Nap       | Dátum        |           |           |           | Összesen  |           |
| 1.nap     | Július 25.   | —         | —         | —         | —         |           |
| 2.nap     | Július 26.   | 2         | 0         | 0         | 2         |           |
| 3.nap     | Július 27.   | 4         | 1         | 0         | 5         |           |
| 4.nap     | Július 28.   | 2         | 4         | 2         | 8         |           |
| 5.nap     | Július 29.   | 7         | 2         | 2         | 11        |           |
| 6.nap     | Július 30.   | 3         | 1         | 6         | 10        |           |
| 7.nap     | Július 31.   | 2         | 3         | 2         | 7         |           |
| 8.nap     | Augusztus 1. | 4         | 5         | 3         | 12        |           |
| 9.nap     | Augusztus 2. | 8         | 8         | 4         | 20        |           |
| 10.nap    | Augusztus 3. | 0         | 3         | 0         | 3         |           |
| 11.nap    | Augusztus 4. | 1         | 1         | 1         | 3         |           |
| 12.nap    | Augusztus 5. | 2         | 1         | 0         | 3         |           |
| 13.nap    | Augusztus 6. | 0         | 0         | 3         | 3         |           |
| 14.nap    | Augusztus 7. | 7         | 6         | 1         | 14        |           |
| 15.nap    | Augusztus 8. | 3         | 2         | 4         | 9         |           |
| 16.nap    | Augusztus 9. | 0         | 1         | 1         | 2         |           |
| Összesen  |              | 45        | 38        | 29        | 112       |           |

## Asztalitenisz
Férfi
| Versenyző                      | Versenyszám | Csoportkör | Csoportkör | Nyolcaddöntő      | Negyeddöntő                                                                | Elődöntő          | Döntő             | Helyezés |
| Versenyző                      | Versenyszám | Ellenfél Eredmény | Hely.      | Ellenfél Eredmény | Ellenfél Eredmény                                                          | Ellenfél Eredmény | Ellenfél Eredmény | Helyezés |
| ------------------------------ | ----------- | --- | ---------- | ----------------- | -------------------------------------------------------------------------- | ----------------- | ----------------- | -------- |
| Andrej Mazunov                 | Egyes       | E csoport · Michael Hyatt (JAM) · 2-0 · Joseph Ng (CAN) · 2-0 · Jörg Roßkopf (GER) · 0-2 | 2.         | kiesett           | kiesett                                                                    | kiesett           | kiesett           | 17.      |
| Dmitrij Mazunov                | Egyes       | F csoport · Hugo Hoyama (BRA) · 0-2 · Jean-Michel Saive (BEL) · 1-2 · Ibrahim Al-Idokht (IRI) · 2-0 | 3.         | kiesett           | kiesett                                                                    | kiesett           | kiesett           | 33.      |
| Andrej Mazunov Dmitrij Mazunov | Páros       | F csoport · Egyesült Államok (USA) · Jim Butler · Sean O'Neill · 2-0 · Spanyolország (ESP) · Roberto Casares · José María Pales · 2-0 · Észak-Korea (PRK) · Kim Dzsinmjong (Kim Jin-Myong) · Kim Szonghi (Kim Szonghi, Kim Song-Hui) · 2-1 | 1.         |                   | Dél-Korea (KOR) · Ju Namgju (Yu Nam-Gyu) · Kim Thekszu (Kim Taek-Su) · 0-3 | kiesett           | kiesett           | 5.       |

Női
| Versenyző                         | Versenyszám | Csoportkör | Csoportkör | Nyolcaddöntő      | Negyeddöntő                                                                          | Elődöntő          | Döntő             | Helyezés |
| Versenyző                         | Versenyszám | Ellenfél Eredmény | Hely.      | Ellenfél Eredmény | Ellenfél Eredmény                                                                    | Ellenfél Eredmény | Ellenfél Eredmény | Helyezés |
| --------------------------------- | ----------- | --- | ---------- | ----------------- | ------------------------------------------------------------------------------------ | ----------------- | ----------------- | -------- |
| Galina Melnyik                    | Egyes       | D csoport · Alison Gordon (GBR) · 0-2 · Ri Bunhi (Ri Bun-hui) (PRK) · 0-2 | 3.         | kiesett           | kiesett                                                                              | kiesett           | kiesett           | 33.      |
| Valentina Popovová                | Egyes       | L csoport · Nihal Meshref (EGY) · 2-0 · Yolanda Rodríguez (CUB) · 2-0 · Hosino Mika (JPN) · 0-2 | 2.         | kiesett           | kiesett                                                                              | kiesett           | kiesett           | 17.      |
| Jelena Tyimina                    | Egyes       | P csoport · Eliana González (PER) · 2-0 · Abiola Odumosu (NGR) · 2-0 · Jamasita-Kaizu Fumijo (JPN) · 1-2 | 2.         | kiesett           | kiesett                                                                              | kiesett           | kiesett           | 17.      |
| Galina Melnyik Valentina Popovová | Páros       | C csoport · Nagy-Britannia (GBR) · Andrea Holt · Lisa Lomas · 0-2 · Dél-Korea (KOR) · Hong Cshaok (Hong Cha-Ok) · Hjon Dzsonghva (Hyeon Jeong-Hwa) · 0-2                                                     | 3.         |                   | kiesett                                                                              | kiesett           | kiesett           | 17.      |
| Irina Palina Jelena Tyimina       | Páros       | G csoport · Spanyolország (ESP) · Gloria Gauchia · Ana María Godes · 2-0 · Nigéria (NGR) · Bose Kaffo · Abiola Odumosu · 2-0 · Észak-Korea (PRK) · Kim Hjejong (Kim Hye-Yong) · Ü Bokszun (Wi Bok-Sun) · 2-1 | 1.         |                   | Dél-Korea (KOR) · Hong Cshaok (Hong Cha-Ok) · Hjon Dzsonghva (Hyeon Jeong-Hwa) · 0-3 | kiesett           | kiesett           | 5.       |

## Atlétika
Férfi
| Versenyző                                                         | Versenyszám     | Előfutam | Előfutam | Előfutam | Negyeddöntő | Negyeddöntő | Negyeddöntő | Elődöntő | Elődöntő | Elődöntő | Döntő            | Döntő            |
| Versenyző                                                         | Versenyszám     | Idő      | Hely.    | Össz.    | Idő         | Hely.       | Össz.       | Idő      | Hely.    | Össz.    | Idő              | Helyezés         |
| ----------------------------------------------------------------- | --------------- | -------- | -------- | -------- | ----------- | ----------- | ----------- | -------- | -------- | -------- | ---------------- | ---------------- |
| Pavel Galkin                                                      | 100 m           | 10,43    | 3.       | 12.*     | 10,37       | 6.          | 17.         | kiesett  | kiesett  | kiesett  | kiesett          | kiesett          |
| Vitalij Szavin                                                    | 100 m           | 10,29    | 2.       | 5.*      | 10,33       | 3.          | 13.         | 10,33    | 7.       | 10.*     | kiesett          | kiesett          |
| Edvin Ivanov                                                      | 200 m           | 21,10    | 3.       | 26.      | 20,78       | 4.          | 19.*        | kiesett  | kiesett  | kiesett  | kiesett          | kiesett          |
| Dmitrij Koszov                                                    | 400 m           | 47,28    | 5.       | 45.      | kiesett     | kiesett     | kiesett     | kiesett  | kiesett  | kiesett  | kiesett          | kiesett          |
| Anatoly Makarevich                                                | 800 m           | 1:47,30  | 3.       | 15.      |             |             |             | 1:46,69  | 7.       | 12.      | kiesett          | kiesett          |
| Azat Rakipov                                                      | 1500 m          | 3:38,64  | 6.       | 15.      |             |             |             | 3:36,16  | 7.       | 7.       | 3:44,66          | 12.              |
| Andrey Tikhonov                                                   | 5000 m          | 13:44,67 | 8.       | 26.      |             |             |             |          |          |          | kiesett          | kiesett          |
| Oleg Sztrizsakov                                                  | 10 000 m        | 28:35,97 | 12.      | 21.      |             |             |             |          |          |          | kiesett          | kiesett          |
| Vadim Kurach                                                      | 110 m gát       | 13,86    | 4.       | 22.      | 14,23       | 8.          | 25.         | kiesett  | kiesett  | kiesett  | kiesett          | kiesett          |
| Sergey Usov                                                       | 110 m gát       | 13,71    | 2.       | 16.*     | 13,61       | 3.          | 10.         | 13,67    | 5.       | 10.      | kiesett          | kiesett          |
| Vladimir Shishkin                                                 | 110 m gát       | 13,58    | 3.       | 9.       | 13,81       | 6.          | 18.         | kiesett  | kiesett  | kiesett  | kiesett          | kiesett          |
| Oleh Tverdokhlib                                                  | 400 m gát       | 48,68    | 3.       | 4.       |             |             |             | 49,11    | 3.       | 9.       | 48,63            | 6.               |
| Vadim Zadoinov                                                    | 400 m gát       | 51,21    | 5.       | 34.      |             |             |             | kiesett  | kiesett  | kiesett  | kiesett          | kiesett          |
| Vlagyimir Goljasz                                                 | 3000 m akadály  | 8:32,49  | 5.       | 20.      |             |             |             | 8:30,26  | 7.       | 14.      | kiesett          | kiesett          |
| Ivan Konovalov                                                    | 3000 m akadály  | 8:58,04  | 10.      | 30.      |             |             |             | kiesett  | kiesett  | kiesett  | kiesett          | kiesett          |
| Vladimir Bukhanov                                                 | Maraton         |          |          |          |             |             |             |          |          |          | nem állt rajthoz | nem állt rajthoz |
| Yakov Tolstikov                                                   | Maraton         |          |          |          |             |             |             |          |          |          | 2:17:04          | 22.              |
| Vlagyimir Andrejev                                                | 20 km gyaloglás |          |          |          |             |             |             |          |          |          | 1:28:25          | 13.              |
| Mihail Scsennyikov                                                | 20 km gyaloglás |          |          |          |             |             |             |          |          |          | 1:27:17          | 12.              |
| Oleg Troshin                                                      | 20 km gyaloglás |          |          |          |             |             |             |          |          |          | nem ért célba    | nem ért célba    |
| Andrej Perlov                                                     | 50 km gyaloglás |          |          |          |             |             |             |          |          |          | 3:50:13          |                  |
| Valerij Szpicin                                                   | 50 km gyaloglás |          |          |          |             |             |             |          |          |          | 3:54:39          | 4.               |
| Aleksandr Potashov                                                | 50 km gyaloglás |          |          |          |             |             |             |          |          |          | kizárták         | kizárták         |
| Pavel Galkin Edvin Ivanov Andrej Fedoriv Vitalij Szavin           | 4 × 100 m váltó | 40,07    | 2.       | 14.      |             |             |             | 38,69    | 3.       | 5.       | 38,17            | 5.               |
| Dmitrij Koszov Dmitry Kliger Dmitrij Golovasztov Oleh Tverdokhlib | 4 × 400 m váltó | 3:05,59  | 5.       | 14.      |             |             |             |          |          |          | kiesett          | kiesett          |

| Versenyző            | Versenyszám   | Selejtező | Selejtező | Döntő                    | Döntő                    |
| Versenyző            | Versenyszám   | Eredmény  | Helyezés  | Eredmény                 | Helyezés                 |
| -------------------- | ------------- | --------- | --------- | ------------------------ | ------------------------ |
| Igor Paklin          | Magasugrás    | 220 cm    | 22.*      | kiesett                  | kiesett                  |
| Yuriy Serhiyenko     | Magasugrás    | 220 cm    | 24.       | kiesett                  | kiesett                  |
| Szergej Bubka        | Rúdugrás      | 560 cm    | 1.*       | érvényes kísérlet nélkül | érvényes kísérlet nélkül |
| Makszim Taraszov     | Rúdugrás      | 560 cm    | 1.*       | 580 cm                   |                          |
| Igor Trangyenkov     | Rúdugrás      | 560 cm    | 6.        | 580 cm                   |                          |
| Dmitry Bagryanov     | Távolugrás    | 809 cm    | 6.        | 798 cm                   | 7.                       |
| Vadim Ivanov         | Távolugrás    | 597 cm    | 45.       | kiesett                  | kiesett                  |
| Alekszandr Kovalenko | Hármasugrás   | 16,93 m   | 10.       | 17,06 m                  | 7.                       |
| Vaszilij Szokov      | Hármasugrás   | 16,91 m   | 12.       | 16,86 m                  | 9.                       |
| Leonyid Volosin      | Hármasugrás   | 17,21 m   | 5.        | 17,32 m                  | 4.                       |
| Olekszandr Klimenko  | Súlylökés     | 20,16 m   | 7.        | 20,23 m                  | 8.                       |
| Vjacseszlav Liho     | Súlylökés     | 20,24 m   | 5.        | 20,94 m                  |                          |
| Andriy Nemchaninov   | Súlylökés     | 18,98 m   | 16.       | kiesett                  | kiesett                  |
| Dmytro Kovtsun       | Diszkoszvetés | 61,62 m   | 8.        | 62,04 m                  | 7.                       |
| Dmitrij Sevcsenko    | Diszkoszvetés | 60,22 m   | 11.       | 61,78 m                  | 8.                       |
| Volodymyr Zinchenko  | Diszkoszvetés | 56,94 m   | 26.       | kiesett                  | kiesett                  |
| Andrej Abduvalijev   | Kalapácsvetés | 78,82 m   | 2.        | 82,54 m                  |                          |
| Ihar Asztapkovics    | Kalapácsvetés | 76,50 m   | 5.        | 81,96 m                  |                          |
| Igor Nyikulin        | Kalapácsvetés | 79,08 m   | 1.        | 81,38 m                  |                          |
| Dmitry Polyunin      | Gerelyhajítás | 76,40 m   | 18.       | kiesett                  | kiesett                  |
| Andrey Shevchuk      | Gerelyhajítás | 80,22 m   | 7.*       | 77,74 m                  | 8.                       |
| Viktor Zaytsev       | Gerelyhajítás | 79,12 m   | 13.       | kiesett                  | kiesett                  |

| Versenyző         | Versenyszám | 100 m | 100 m | Távolugrás | Távolugrás | Súlylökés | Súlylökés | Magasugrás | Magasugrás | 400 m            | 400 m            | 110 m gát        | 110 m gát        | Diszkoszvetés    | Diszkoszvetés    | Rúdugrás         | Rúdugrás         | Gerelyhajítás    | Gerelyhajítás    | 1500 m           | 1500 m           | Végeredmény   | Végeredmény   |
| Versenyző         | Versenyszám | Idő   | Pont  | Eredmény   | Pont       | Eredmény  | Pont      | Eredmény   | Pont       | Idő              | Pont             | Idő              | Pont             | Eredmény         | Pont             | Eredmény         | Pont             | Eredmény         | Pont             | Idő              | Pont             | Pont          | Helyezés      |
| ----------------- | ----------- | ----- | ----- | ---------- | ---------- | --------- | --------- | ---------- | ---------- | ---------------- | ---------------- | ---------------- | ---------------- | ---------------- | ---------------- | ---------------- | ---------------- | ---------------- | ---------------- | ---------------- | ---------------- | ------------- | ------------- |
| Ramil Ganiyev     | Tízpróba    | 10,97 | 867   | 749 cm     | 932        | 14,35 m   | 750       | 212 cm     | 915        | 49,30            | 847              | 14,78            | 876              | 45,08 m          | 768              | 490 cm           | 880              | 54,70 m          | 658              | 4:42,20          | 667              | 8160          | 8.            |
| Eduard Hämäläinen | Tízpróba    | 11,10 | 838   | 715 cm     | 850        | 14,78 m   | 776       | 200 cm     | 803        | nem állt rajthoz | nem állt rajthoz | nem állt rajthoz | nem állt rajthoz | nem állt rajthoz | nem állt rajthoz | nem állt rajthoz | nem állt rajthoz | nem állt rajthoz | nem állt rajthoz | nem állt rajthoz | nem állt rajthoz | nem ért célba | nem ért célba |
| Viktor Radchenko  | Tízpróba    | 11,30 | 795   | 733 cm     | 893        | 15,21 m   | 803       | 197 cm     | 776        | 50,62            | 786              | 14,78            | 876              | 44,84 m          | 764              | 490 cm           | 880              | 62,56 m          | 776              | 4:33,49          | 722              | 8071          | 12.           |

Női
| Versenyző                                                                                         | Versenyszám     | Előfutam      | Előfutam      | Előfutam      | Negyeddöntő | Negyeddöntő | Negyeddöntő | Elődöntő         | Elődöntő         | Elődöntő         | Döntő    | Döntő    |
| Versenyző                                                                                         | Versenyszám     | Idő           | Hely.         | Össz.         | Idő         | Hely.       | Össz.       | Idő              | Hely.            | Össz.            | Idő      | Helyezés |
| ------------------------------------------------------------------------------------------------- | --------------- | ------------- | ------------- | ------------- | ----------- | ----------- | ----------- | ---------------- | ---------------- | ---------------- | -------- | -------- |
| Olga Bogoszlovszkaja                                                                              | 100 m           | 11,45         | 2.            | 13.*          | 11,43       | 4.          | 13.         | 11,45            | 7.               | 12.              | kiesett  | kiesett  |
| Irina Privalova                                                                                   | 100 m           | 11,42         | 1.            | 10.           | 10,98       | 1.          | 1.          | 11,08            | 3.               | 4.               | 10,84    |          |
| Irina Privalova                                                                                   | 200 m           | 23,22         | 2.            | 14.           | 22,45       | 2.          | 8.          | 22,08            | 3.               | 3.               | 22,19    | 4.       |
| Galina Malcsugina                                                                                 | 200 m           | 23,08         | 1.            | 10.           | 22,22       | 1.          | 4.          | 22,44            | 3.               | 7.               | 22,63    | 8.       |
| Marina Trangyenkova                                                                               | 200 m           | 22,79         | 3.            | 3.            | 22,50       | 5.          | 10.         | kiesett          | kiesett          | kiesett          | kiesett  | kiesett  |
| Olha Brizhina                                                                                     | 400 m           | 52,44         | 2.            | 10.           | 50,68       | 2.          | 2.          | 49,76            | 3.               | 3.               | 49,05    |          |
| Olga Nazarova                                                                                     | 400 m           | 52,09         | 2.            | 4.            | 51,30       | 3.          | 9.          | 50,31            | 2.               | 5.               | 49,69    | 4.       |
| Jelena Ruzina                                                                                     | 400 m           | 52,94         | 3.            | 19.           | 52,23       | 4.          | 19.         | 51,30            | 8.               | 12.              | kiesett  | kiesett  |
| Lyubov Gurina                                                                                     | 800 m           | 2:00,27       | 1.            | 9.            |             |             |             | 2:00,64          | 1.               | 7.               | 1:58,13  | 8.       |
| Lilija Nurotgyinova                                                                               | 800 m           | 2:00,37       | 2.            | 11.           |             |             |             | 1:58,04          | 1.               | 1.               | 1:55,99  |          |
| Inna Yevseieva                                                                                    | 800 m           | 1:58,58       | 1.            | 1.            |             |             |             | 1:58,20          | 3.               | 3.               | 1:57,20  | 4.       |
| Yekaterina Podkopayeva                                                                            | 1500 m          | 4:07,55       | 2.            | 2.            |             |             |             | 4:03,93          | 4.               | 6.               | 4:02,03  | 8.       |
| Ljudmila Rogacsova                                                                                | 1500 m          | 4:09,54       | 4.            | 14.           |             |             |             | 4:03,85          | 2.               | 4.               | 3:56,91  |          |
| Tetyana Dorovszkih                                                                                | 1500 m          | 4:09,94       | 2.            | 16.           |             |             |             | 4:03,79          | 1.               | 1.               | 3:57,92  | 4.       |
| Tetyana Dorovszkih                                                                                | 3000 m          | 8:42,45       | 2.            | 2.            |             |             |             |                  |                  |                  | 8:46,85  |          |
| Ebru Kavaklıoğlu                                                                                  | 3000 m          | 8:47,21       | 1.            | 8.            |             |             |             |                  |                  |                  | 8:49,55  | 6.       |
| Jelena Romanova                                                                                   | 3000 m          | 8:51,18       | 3.            | 15.           |             |             |             |                  |                  |                  | 8:46,04  |          |
| Olga Bondarenko                                                                                   | 10 000 m        | nem ért célba | nem ért célba | nem ért célba |             |             |             |                  |                  |                  | kiesett  | kiesett  |
| Lyudmila Matveyeva                                                                                | 10 000 m        | 33:23,02      | 16.           | 29.           |             |             |             |                  |                  |                  | kiesett  | kiesett  |
| Jelena Zsupijeva-Vjazova                                                                          | 10 000 m        | nem ért célba | nem ért célba | nem ért célba |             |             |             |                  |                  |                  | kiesett  | kiesett  |
| Marina Azyabina                                                                                   | 100 m gát       | 13,10         | 3.            | 8.            | 13,26       | 4.          | 14.*        | 13,22            | 5.               | 9.               | kiesett  | kiesett  |
| Nataliya Kolovanova                                                                               | 100 m gát       | 13,20         | 4.            | 15.           | 13,06       | 4.          | 7.*         | 13,15            | 3.               | 7.               | 13,01    | 7.       |
| Ludmila Narozhilenko-Engquist                                                                     | 100 m gát       | 13,04         | 1.            | 5.            | 13,06       | 2.          | 7.*         | nem állt rajthoz | nem állt rajthoz | nem állt rajthoz | kiesett  | kiesett  |
| Taccjana Ljadovszkaja                                                                             | 400 m gát       | 55,03         | 1.            | 2.            |             |             |             | 54,53            | 3.               | 5.               | 54,31    | 4.       |
| Vera Ordina                                                                                       | 400 m gát       | 55,25         | 2.            | 5.            |             |             |             | 54,37            | 2.               | 4.               | 54,83    | 5.       |
| Margarita Ponomaryova                                                                             | 400 m gát       | 55,36         | 2.            | 6.            |             |             |             | 53,98            | 2.               | 3.               | 54,83    | 6.       |
| Madina Biktahirova                                                                                | Maraton         |               |               |               |             |             |             |                  |                  |                  | kizárták | kizárták |
| Ramilja Burangulova                                                                               | Maraton         |               |               |               |             |             |             |                  |                  |                  | 2:38:46  | 8.       |
| Valentyina Jegorova                                                                               | Maraton         |               |               |               |             |             |             |                  |                  |                  | 2:32:41  |          |
| Alina Ivanova                                                                                     | 10 km gyaloglás |               |               |               |             |             |             |                  |                  |                  | kizárták | kizárták |
| Jelena Nyikolajeva                                                                                | 10 km gyaloglás |               |               |               |             |             |             |                  |                  |                  | 44:33    |          |
| Yelena Sayko                                                                                      | 10 km gyaloglás |               |               |               |             |             |             |                  |                  |                  | 45:23    | 8.       |
| Olga Bogoszlovszkaja Galina Malcsugina Marina Trangyenkova Irina Privalova                        | 4 × 100 m váltó | 42,42         | 1.            | 3.            |             |             |             |                  |                  |                  | 42,16    |          |
| Jelena Ruzina Ljudmila Dzsigalova Olga Nazarova Olha Brizhina Lilija Nurotgyinova Marina Smonyina | 4 × 400 m váltó | 3:22,91       | 1.            | 2.            |             |             |             |                  |                  |                  | 3:20,20  |          |

| Versenyző            | Versenyszám   | Selejtező             | Selejtező             | Döntő    | Döntő    |
| Versenyző            | Versenyszám   | Eredmény              | Helyezés              | Eredmény | Helyezés |
| -------------------- | ------------- | --------------------- | --------------------- | -------- | -------- |
| Olga Bolșova         | Magasugrás    | 183 cm                | 32.                   | kiesett  | kiesett  |
| Taccjana Sevcsik     | Magasugrás    | 192 cm                | 10.*                  | 183 cm   | 16.      |
| Olga Turchak         | Magasugrás    | 192 cm                | 8.*                   | 183 cm   | 13.*     |
| Larysa Berezhna      | Távolugrás    | érvényes ugrás nélkül | érvényes ugrás nélkül | kiesett  | kiesett  |
| Inesza Kravec        | Távolugrás    | 679 cm                | 4.                    | 712 cm   |          |
| Irina Mushailova     | Távolugrás    | 686 cm                | 2.                    | 668 cm   | 5.       |
| Szvetlana Kriveljova | Súlylökés     | 19,98 m               | 1.                    | 21,06 m  |          |
| Natalja Liszovszkaja | Súlylökés     | 19,58 m               | 2.                    | 18,60 m  | 9.       |
| Viktorija Pavlis     | Súlylökés     | 17,39 m               | 12.                   | 18,69 m  | 8.       |
| Olga Csernyavszkaja  | Diszkoszvetés | 64,78 m               | 4.                    | 64,02 m  | 5.       |
| Larisza Korotkevics  | Diszkoszvetés | 67,92 m               | 1.                    | 65,52 m  | 4.       |
| Irina Jatcsanka      | Diszkoszvetés | 61,60 m               | 11.                   | 63,74 m  | 7.       |
| Iryna Kostiuchenkova | Gerelyhajítás | 57,96 m               | 20.                   | kiesett  | kiesett  |
| Natallja Sikalenka   | Gerelyhajítás | 67,36 m               | 1.                    | 68,26 m  |          |
| Yelena Svezhentseva  | Gerelyhajítás | 60,44 m               | 11.                   | 57,32 m  | 9.       |

| Versenyző           | Versenyszám | 100 m gát | 100 m gát | Magasugrás | Magasugrás | Súlylökés | Súlylökés | 200 m | 200 m | Távolugrás | Távolugrás | Gerelyhajítás | Gerelyhajítás | 800 m   | 800 m | Végeredmény | Végeredmény |
| Versenyző           | Versenyszám | Idő       | Pont      | Eredmény   | Pont       | Eredmény  | Pont      | Idő   | Pont  | Eredmény   | Pont       | Eredmény      | Pont          | Idő     | Pont  | Pont        | Helyezés    |
| ------------------- | ----------- | --------- | --------- | ---------- | ---------- | --------- | --------- | ----- | ----- | ---------- | ---------- | ------------- | ------------- | ------- | ----- | ----------- | ----------- |
| Anzsela Atroscsanka | Hétpróba    | 14,03     | 974       | 179 cm     | 966        | 13,05 m   | 731       | 24,39 | 944   | 622 cm     | 918        | 45,18 m       | 767           | 2:10,90 | 951   | 6251        | 12.         |
| Irina Belova        | Hétpróba    | 13,25     | 1087      | 188 cm     | 1080       | 13,77 m   | 779       | 23,34 | 1045  | 682 cm     | 1112       | 41,90 m       | 704           | 2:05,08 | 1038  | 6845        |             |

* - egy másik versenyzővel azonos időt/eredményt ért el

## Birkózás
Kötöttfogású
| Versenyző             | Versenyszám | Csoportkör | Csoportkör | Helyosztók        | Helyosztók        | Helyosztók        | Bronz- mérkőzés                         | Döntő                                   | Helyezés |
| Versenyző             | Versenyszám | Csoportkör | Csoportkör | 9. helyért        | 7. helyért        | 5. helyért        | Bronz- mérkőzés                         | Döntő                                   | Helyezés |
| Versenyző             | Versenyszám | Ellenfél Eredmény | Hely.      | Ellenfél Eredmény | Ellenfél Eredmény | Ellenfél Eredmény | Ellenfél Eredmény                       | Ellenfél Eredmény                       | Helyezés |
| --------------------- | ----------- | --- | ---------- | ----------------- | ----------------- | ----------------- | --------------------------------------- | --------------------------------------- | -------- |
| Oleg Kucserenko       | 48 kg       | A csoport · Lars Rønningen (NOR) · 6-1 · Kvon Dogjong (Gwon Deog-Yong) (KOR) · 3-0 · Óhasi Maszanori (JPN) · 7-2 · Iliuţă Dăscălescu (ROU) · 10-1 · Wilber Sánchez (CUB) · 11-0 | 1.         |                   |                   |                   |                                         | Vincenzo Maenza (ITA) · 3-0             |          |
| Alfred Ter-Mkrticsjan | 52 kg       | A csoport · Olaf Brandt (GER) · 13-0 · Háled el-Farezs (SYR) · 4-1 · Min Gjonggap (Min Gyeong-Gap) (KOR) · 3-0 · Valentin Rebegea (ROU) · 5-0                                   | 1.         |                   |                   |                   |                                         | Jon Rønningen (NOR) · 1-2               |          |
| Alekszandr Ignatyenko | 57 kg       | A csoport · Hanahara Daiszuke (JPN) · 3-0 · Rifat Yildiz (GER) · 5-6 · Dennis Hall (USA) · 6-1 · William Lara (CUB) · 2-1                                                       | 2.         |                   |                   |                   | Seng Cö-tien (Sheng Zetian) (CHN) · 4-5 |                                         | 4.       |
| Szergej Martinov      | 62 kg       | A csoport · Alexander Davidovich (ISR) · 8-1 · Mario Büttner (GER) · 4-0 · Włodzimierz Zawadzki (POL) · 9-8 · Hugo Dietsche (SUI) · 4-2 · Buddy Lee (USA) · 7-3 (kétvállas)     | 1.         |                   |                   |                   |                                         | Mehmet Akif Pirim (TUR) · 2-13          |          |
| İslam Duqiçiyev       | 68 kg       | A csoport · Cecilio Rodríguez (CUB) · 3-1 · Móri Takumi (JPN) · 2-0 · Valeri Nikitin (EST) · 4-0 · Ryszard Wolny (POL) · 5-1 · Abdollah Chamangoli (IRI) · 8-0                  | 1.         |                   |                   |                   |                                         | Repka Attila (HUN) · 0-1                |          |
| Mnacakan Iszkandarjan | 74 kg       | B csoport · Travis West (USA) · 9-3 · Takács János (HUN) · 8-0 · Karolj Kasap (CAN) · 9-1 · Nestor Almanza (CUB) · 5-0 · Dobri Ivanov (BUL) · 9-1 · Yvon Riemer (FRA) · 7-1     | 1.         |                   |                   |                   |                                         | Józef Tracz (POL) · 6-3                 |          |
| Daulet Turlihanov     | 82 kg       | A csoport · Luis Rondon (VEN) · 9-0 (kétvállas) · Piotr Stępień (POL) · 2-3 · Ernesto Razzino (ITA) · 8-0 · Timo Niemi (FIN) · 1-0                                              | 2.         |                   |                   |                   | Magnus Fredriksson (SWE) · 2-0          |                                         |          |
| Gogi Koguasvili       | 90 kg       | A csoport · Hakkı Başar (TUR) · 1-2 · Harri Koskela (FIN) · 2-1 · Komáromi Tibor (HUN) · 3-2 · Michael Foy (USA) · 10-6                                                         | 2.         |                   |                   |                   | Mikael Ljungberg (SWE) · 2-0            |                                         |          |
| Szergej Gyemjaskevics | 100 kg      | B csoport · Héctor Milián (CUB) · 0-1 · Atanasz Komsev (BUL) · 4-0 · Miloš Govedarica (IOP) · 7-1 · Andreas Steinbach (GER) · 2-0                                               | 2.         |                   |                   |                   | Andrzej Wroński (POL) · 1-0             |                                         |          |
| Alekszandr Karelin    | 130 kg      | A csoport · Andrew Borodow (CAN) · 5-0 (kétvállas) · Cándido Mesa (CUB) · 7-0 (kétvállas) · Juha Ahokas (FIN) · 8-1 · Ioan Grigoraş (ROU) · 3-0 (kétvállas)                     | 1.         |                   |                   |                   |                                         | Tomas Johansson (SWE) · 6-0 (kétvállas) |          |

Szabadfogású
| Versenyző           | Versenyszám | Csoportkör | Csoportkör | Helyosztók        | Helyosztók        | Helyosztók              | Bronz- mérkőzés                      | Döntő                        | Helyezés    |
| Versenyző           | Versenyszám | Csoportkör | Csoportkör | 9. helyért        | 7. helyért        | 5. helyért              | Bronz- mérkőzés                      | Döntő                        | Helyezés    |
| Versenyző           | Versenyszám | Ellenfél Eredmény | Hely.      | Ellenfél Eredmény | Ellenfél Eredmény | Ellenfél Eredmény       | Ellenfél Eredmény                    | Ellenfél Eredmény            | Helyezés    |
| ------------------- | ----------- | --- | ---------- | ----------------- | ----------------- | ----------------------- | ------------------------------------ | ---------------------------- | ----------- |
| Vugar Orudzsov      | 48 kg       | B csoport · Kim Il (PRK) · 5-9 · Fariborz Besarati (SWE) · 8-2 · Stanisław Szostecki (POL) · 12-0 (kétvállas) · Aldo Martínez (CUB) · 12-5 · Reiner Heugabel (GER) · 1-0     | 2.         |                   |                   |                         | Romica Raşovan (ROU) · 2-1           |                              |             |
| Volodimir Tohuzov   | 52 kg       | A csoport · Valentin Jordanov (BUL) · 1-2 · Shane Stannett (NZL) · 0-1 | 7.         | kiesett           | kiesett           | kiesett                 | kiesett                              | kiesett                      | helyezetlen |
| Szjarhej Szmal      | 57 kg       | A csoport · Tserenbaataryn Tsogtbayar (MGL) · 6-5 · Kim Jongsik (Kim Yong-sik) (PRK) · 4-2 · Nagy Béla (HUN) · 13-0 · Rumen Pavlov (BUL) · 12-1 · Jürgen Scheibe (GER) · 6-0 | 1.         |                   |                   |                         |                                      | Alejandro Puerto (CUB) · 0-5 |             |
| Magomed Azizov      | 62 kg       | A csoport · Lázaro Reinoso (CUB) · 11-6 · Giovanni Schillaci (ITA) · 3-1 · İsmail Faikoğlu (TUR) · 2-1 · John Smith (USA) · 1-17 · Sin Szanggju (Sin Sang-Gyu) (KOR) · 11-5  | 3.         |                   |                   | Musa Ilhan (AUS) · 11-5 |                                      |                              | 5.          |
| Arszen Fadzajev     | 68 kg       | A csoport · Ludwig Küng (SUI) · 14-0 (feladta) · Townsend Saunders (USA) · 4-1 · Fatih Özbaş (TUR) · 2-0 · Akaisi Kószei (JPN) · 3-1                                         | 1.         |                   |                   |                         |                                      | Valentin Gecov (BUL) · 13-1  |             |
| Məmmədsalam Haciyev | 74 kg       | B csoport · Selahattin Yiğit (TUR) · 5-3 · Krzysztof Walencik (POL) · 4-3 · Valentin Zselev (BUL) · 3-2 · Kenny Monday (USA) · 0-6                                           | 2.         |                   |                   |                         | Amir Reza Khadem Azgadhi (IRI) · 0-1 |                              | 4.          |
| Elmagyi Zsabrailov  | 82 kg       | A csoport · Itó Acusi (JPN) · 7-0 · Hans Gstöttner (GER) · 2-1 · Jozef Lohyňa (TCH) · 8-7 · Dvorák László (HUN) · 1-0                                                        | 1.         |                   |                   |                         |                                      | Kevin Jackson (USA) · 0-1    |             |
| Maharbek Hadarcev   | 90 kg       | A csoport · Christopher Campbell (USA) · 7-0 · Gregory Edgelow (CAN) · 6-0 · Roberto Limonta (CUB) · 7-2 · Ludwig Schneider (GER) · 7-1                                      | 1.         |                   |                   |                         |                                      | Kenan Şimşek (TUR) · 1-0     |             |
| Leri Habelov        | 100 kg      | B csoport · Ali Kayali (TUR) · 2-0 · Johan Rossouw (RSA) · 8-1 · Miroszlav Makaveev (BUL) · 3-0 · Kiss Sándor (HUN) · 6-0 · Andrzej Radomski (POL) · 5-0                     | 1.         |                   |                   |                         |                                      | Heiko Balz (GER) · 2-1       |             |
| David Gobedzsisvili | 130 kg      | B csoport · Juraj Štěch (TCH) · 6-3 · Kiril Barbutov (BUL) · 7-1 · Bruce Baumgartner (USA) · 0-3 · Andreas Schröder (GER) · 4-3                                              | 2.         |                   |                   |                         | Mahmut Demir (TUR) · 4-0             |                              |             |

## Cselgáncs
Férfi
| Versenyző          | Versenyszám  | Selejtező                             | 32-es főtábla                    | Nyolcaddöntő                      | Negyeddöntő                           | Elődöntő                          | Vigaszág első kör | Vigaszág nyolcaddöntő            | Vigaszág negyeddöntő             | Vigaszág elődöntő               | Bronz- mérkőzés                 | Döntő                         | Helyezés |
| Versenyző          | Versenyszám  | Ellenfél Eredmény                     | Ellenfél Eredmény                | Ellenfél Eredmény                 | Ellenfél Eredmény                     | Ellenfél Eredmény                 | Ellenfél Eredmény | Ellenfél Eredmény                | Ellenfél Eredmény                | Ellenfél Eredmény               | Ellenfél Eredmény               | Ellenfél Eredmény             | Helyezés |
| ------------------ | ------------ | ------------------------------------- | -------------------------------- | --------------------------------- | ------------------------------------- | --------------------------------- | ----------------- | -------------------------------- | -------------------------------- | ------------------------------- | ------------------------------- | ----------------------------- | -------- |
| Nazim Hüseynov     | Légsúly      | Orlin Ruszev (BUL) · 1000-0000        | Mamadou Bah (GUI) · 1000-0000    | Marino Cattedra (ITA) · 1000-0000 | Dashgombyn Battulga (MGL) · 0001-0000 | Kosino Tadanori (JPN) · 0100-0000 |                   |                                  |                                  |                                 |                                 | Yun Hyeon (KOR) · 0001-0000   |          |
| Sergey Kosmynin    | Harmatsúly   | erőnyerő                              | Pavel Petřikov (TCH) · 0000-0010 | kiesett                           | kiesett                               | kiesett                           |                   |                                  |                                  |                                 |                                 |                               | 24.      |
| Magomedbek Aliyev  | Könnyűsúly   | Khaliuny Boldbaatar (MGL) · 0000-0100 | kiesett                          | kiesett                           | kiesett                               | kiesett                           |                   |                                  |                                  |                                 |                                 |                               | 34.      |
| Sharip Varayev     | Váltósúly    | erőnyerő                              | Graeme Spinks (NZL) · 1000-0000  | Jason Morris (USA) · 0000-0010    |                                       |                                   |                   | M'Bairo Abakar (CHA) · 1000-0000 | Anthonie Wurth (NED) · 1000-0000 | Kim Byeong-Ju (KOR) · 0000-0001 | kiesett                         |                               | 7.       |
| Oleg Malcev        | Középsúly    | erőnyerő                              | Yang Jong-Ok (KOR) · 0000-0001   | kiesett                           | kiesett                               | kiesett                           |                   |                                  |                                  |                                 |                                 |                               | 21.      |
| Dmitrij Szergejev  | Félnehézsúly | erőnyerő                              | Vadims Voinovs (LAT) · 0001-0000 | Kovács Antal (HUN) · 0000-0010    |                                       |                                   |                   | Moisés Torres (ANG) · 1000-0000  | Aurélio Miguel (BRA) · 1000-0000 | Kai Jaszuhiro (JPN) · 1000-0000 | Paweł Nastula (POL) · 0100-0000 |                               |          |
| David Hahalejsvili | Nehézsúly    |                                       | Khalif Diouf (SEN) · 1000-0000   | Frank Moreno (CUB) · 0100-0000    | Rafał Kubacki (POL) · 0001-0000       | Csősz Imre (HUN) · 0100-0000      |                   |                                  |                                  |                                 |                                 | Ogava Naoja (JPN) · 1100-0000 |          |

Női
| Versenyző            | Versenyszám  | Selejtező                          | Nyolcaddöntő                          | Negyeddöntő                      | Elődöntő          | Vigaszág nyolcaddöntő       | Vigaszág negyeddöntő                | Vigaszág elődöntő                 | Bronz- mérkőzés                | Döntő             | Helyezés |
| Versenyző            | Versenyszám  | Ellenfél Eredmény                  | Ellenfél Eredmény                     | Ellenfél Eredmény                | Ellenfél Eredmény | Ellenfél Eredmény           | Ellenfél Eredmény                   | Ellenfél Eredmény                 | Ellenfél Eredmény              | Ellenfél Eredmény | Helyezés |
| -------------------- | ------------ | ---------------------------------- | ------------------------------------- | -------------------------------- | ----------------- | --------------------------- | ----------------------------------- | --------------------------------- | ------------------------------ | ----------------- | -------- |
| Dina Maksutova       | Harmatsúly   | Emilija Vacseva (BUL) · 1000-0000  | Jessica Gal (NED) · 0000-0010         |                                  |                   |                             | Paula Saldanha (POR) · 0000-0010    | kiesett                           | kiesett                        |                   | 9.       |
| Inna Toropeyeva      | Könnyűsúly   | Gooitske Marsman (NED) · 0000-0010 | kiesett                               | kiesett                          | kiesett           |                             |                                     |                                   |                                |                   | 18.      |
| Jelena Petrova       | Váltósúly    | Frauke Eickhoff (GER) · 0000-1000  |                                       |                                  |                   | Jenny Gal (NED) · 1000-0000 | Gella Vandecaveye (BEL) · 0100-0000 | Begoña Gómez (ESP) · 1000-0000    | Gu Hyeon-Suk (KOR) · 1000-0000 |                   |          |
| Jelena Kotyelnyikova | Középsúly    | erőnyerő                           | Király Anita (HUN) · 0000-0001        | kiesett                          | kiesett           |                             |                                     |                                   |                                |                   | 16.      |
| Yelena Besova        | Félnehézsúly | Niurka Moreno (CUB) · 0000-0010    | kiesett                               | kiesett                          | kiesett           |                             |                                     |                                   |                                |                   | 20.      |
| Szvetlana Gundarenko | Nehézsúly    | Heba Hefny (EGY) · 1000-0000       | Monique van der Lee (NED) · 0100-0000 | Natalia Lupino (FRA) · 0000-1000 |                   |                             | Nilmari Santini (PUR) · 1100-0000   | Beata Maksymowa (POL) · 0000-0001 | kiesett                        |                   | 7.       |

## Evezés
Férfi
| Versenyző | Versenyszám              | Előfutam | Előfutam | Vigaszág | Vigaszág | Elődöntő | Elődöntő | Elődöntő | Döntő | Döntő   | Döntő | Helyezés |
| Versenyző | Versenyszám              | Idő      | Hely.    | Idő      | Hely.    | Típus    | Idő      | Hely.    | Típus | Idő     | Hely. | Helyezés |
| --- | ------------------------ | -------- | -------- | -------- | -------- | -------- | -------- | -------- | ----- | ------- | ----- | -------- |
| Ihor Mohilnij | Egypárevezős             | 7:15,59  | 3.       | 7:08,92  | 5.       | C/D      | 7:03,91  | 1.       | C     | 7:14,34 | 5.    | 17.      |
| Oleksandr Slobodeniuk Leonyid Saposnikov | Kétpárevezős             | 6:37,97  | 4.       | 6:45,51  | 2.       | A/B      | 6:34,24  | 5.       | B     | 6:36,73 | 6.    | 12.      |
| Jurij Pimenov Nyikolaj Pimenov | Kormányos nélküli kettes | 7:09,37  | 3.       | 6:51,57  | 3.       |          |          |          | C     | 6:48,24 | 3.    | 15.      |
| Valery Belodedov Dmitry Nos Anatoly Korbut (kormányos) | Kormányos kettes         | 7:22,61  | 4.       | 7:11,45  | 3.       | A/B      | 7:06,08  | 6.       | B     | 7:13,10 | 5.    | 11.      |
| Valeriy Dosenko Szjarhej Kinyakin Mikola Csuprina Girts Vilks | Négypárevezős            | 5:52,69  | 3.       |          |          | A/B      | 5:49,58  | 4.       | B     | 5:54,48 | 1.    | 7.       |
| Viktor Pitirimov Roman Moncsenko Vlagyimir Szokolov Vadim Yunash | Kormányos nélküli négyes | 6:02,84  | 3.       |          |          | A/B      | 6:05,29  | 5.       | B     | 6:10,62 | 4.    | 10.      |
| Venyiamin But Igor Bortnitsky Vlagyimir Romanyisin Gennagyij Krjucskin Pyotr Petrinich (kormányos)                                                                         | Kormányos négyes         | 6:25,63  | 2.       | 6:16,26  | 1.       |          |          |          | A     | 6:12,13 | 6.    | 6.       |
| Vitalij Rajevszkij Alexandru Britov Yevgeny Kislyakov Aleksandr Anikeyev Sergey Korotkikh Oleg Sveshnikov Vaszilij Tyihonov Stepan Dmitriyevsky Igor Shkaberin (kormányos) | Nyolcas                  | 5:38,59  | 3.       |          |          | A/B      | 5:48,41  | 6.       | B     | 5:43,52 | 4.    | 10.      |

Női
| Versenyző | Versenyszám              | Előfutam | Előfutam | Vigaszág | Vigaszág | Elődöntő | Elődöntő | Elődöntő | Döntő | Döntő   | Döntő | Helyezés |
| Versenyző | Versenyszám              | Idő      | Hely.    | Idő      | Hely.    | Típus    | Idő      | Hely.    | Típus | Idő     | Hely. | Helyezés |
| --- | ------------------------ | -------- | -------- | -------- | -------- | -------- | -------- | -------- | ----- | ------- | ----- | -------- |
| Szarija Zakirova Inna Frolova | Kétpárevezős             | 7:34,73  | 2.       |          |          | A/B      | 7:04,78  | 3.       | A     | 7:09,45 | 6.    | 6.       |
| Hanna Motrechko Olena Ronzsina | Kormányos nélküli kettes | 7:53,89  | 3.       |          |          | A/B      | 7:34,42  | 5.       | B     | 7:25,15 | 2.    | 8.       |
| Kacjarina Hadatovics Antonyina Dumcseva Tetyana Usztyuzsanyina Jelena Hlopceva                                                                          | Négypárevezős            | 6:30,17  | 1.       |          |          |          |          |          | A     | 6:25,07 | 3.    |          |
| Svitlana Fil Marina Znak Irina Gribko Sarmīte Stone Marina Szuprun Natallja Sztaszjuk Nataliya Grigoryeva Yekaterina Kotko Yelena Medvedeva (kormányos) | Nyolcas                  | 6:15,04  | 2.       | 6:14,97  | 4.       |          |          |          | A     | 6:09,68 | 4.    | 4.       |

## Gyeplabda

### Férfi
| Az Egyesített Csapat férfi gyeplabdacsapat-játékoskeret | Az Egyesített Csapat férfi gyeplabdacsapat-játékoskeret |
| --- | --- |
| - Szosz Ajrapetyan - Vladimir Antakov - Sergey Barabashin - Viktor Gyeputatov - Aleksandr Domashev - Oleg Khandayev - Aleksandr Krasnoyartsev - Igor Muladyanov | - Yevgeny Nechayev - Szergej Plesakov - Vlagyimir Plesakov - Yury Safonov - Berikkazy Seksenbayev - Viktor Sukhikh - Igor Yulchiyev - Szövetségi kapitány: Leonid Pavlovski |

#### Eredmények
Csoportkör
B csoport
| Csapat                  | M | Gy | D | V | G+ | G– | Gk  | P  |
| ----------------------- | - | -- | - | - | -- | -- | --- | -- |
| Pakisztán (PAK)         | 5 | 5  | 0 | 0 | 20 | 6  | +14 | 10 |
| Hollandia (NED)         | 5 | 4  | 0 | 1 | 20 | 10 | +10 | 8  |
| Spanyolország (ESP)     | 5 | 3  | 0 | 2 | 15 | 11 | +4  | 6  |
| Új-Zéland (NZL)         | 5 | 1  | 0 | 4 | 7  | 12 | –5  | 2  |
| Egyesített Csapat (EUN) | 5 | 1  | 0 | 4 | 12 | 20 | –8  | 2  |
| Malajzia (MAS)          | 5 | 1  | 0 | 4 | 9  | 24 | –15 | 2  |

| 1992. július 26. 20:00 | Hollandia (NED)        | 5–2   | Egyesített Csapat (EUN) | Játékvezetők: Eduardo Ruiz (ARG) Christopher Todd (GBR) |
| 1992. július 26. 20:00 | Bovelander 4 Weterings | (2–0) | Gyeputatov Safonov      | Játékvezetők: Eduardo Ruiz (ARG) Christopher Todd (GBR) |

| 1992. július 28. 10:15 | Egyesített Csapat (EUN)                       | 7–3   | Malajzia (MAS)                  | Játékvezetők: Sana Kyoshi (JPN) Graham Nash (GBR) |
| 1992. július 28. 10:15 | Yulchiyev 2 Plesakov 2 Seksenbayev 2 Nechayev | (2–3) | Chiow Chuan Nasir-ud-Din Nawawi | Játékvezetők: Sana Kyoshi (JPN) Graham Nash (GBR) |

| 1992. július 30. 9:45 | Pakisztán (PAK)                    | 6–2   | Egyesített Csapat (EUN) | Játékvezetők: Alan Waterman (CAN) T. S. Bhullar (IND) |
| 1992. július 30. 9:45 | Bashir 2 Ibrahim 2 S.Ahmed Hussain | (2–2) | Yulchiyev 2             | Játékvezetők: Alan Waterman (CAN) T. S. Bhullar (IND) |

| 1992. augusztus 1. 17:30 | Spanyolország (ESP) | 4–0   | Egyesített Csapat (EUN) | Játékvezetők: Claude Seidler (GER) Eduardo Ruiz (ARG) |
| 1992. augusztus 1. 17:30 | I.Escudé 3 X.Escudé | (1–0) |                         | Játékvezetők: Claude Seidler (GER) Eduardo Ruiz (ARG) |

| 1992. augusztus 3. 16:00 | Egyesített Csapat (EUN) | 1–2   | Új-Zéland (NZL)    | Játékvezetők: Adriano De Vecchi (ITA) T. S. Bhullar (IND) |
| 1992. augusztus 3. 16:00 | Seksenbayev             | (0–0) | Radovonich G. Russ | Játékvezetők: Adriano De Vecchi (ITA) T. S. Bhullar (IND) |

A 9–12. helyért
| 1992. augusztus 5. 9:45 | Egyesített Csapat (EUN)   | 4–2   | Egyiptom (EGY)      | Játékvezetők: Christopher Todd (GBR) Adriano De Vecchi (ITA) |
| 1992. augusztus 5. 9:45 | Yulchiyev 2 Seksenbayev 2 | (2–2) | M. Ahmed Abdullah 2 | Játékvezetők: Christopher Todd (GBR) Adriano De Vecchi (ITA) |

A 9. helyért
| 1992. augusztus 7. 17:00 | Malajzia (MAS)               | 4–3   | Egyesített Csapat (EUN) | Játékvezetők: Jose Gortazar (ESP) Guillaume Langle (FRA) |
| 1992. augusztus 7. 17:00 | Nawawi 2 Nasir-ud-Din Mayavo | (2–2) | Seksenbayev 2 Yulchiyev | Játékvezetők: Jose Gortazar (ESP) Guillaume Langle (FRA) |

| Csapat                  | Helyezés |
| ----------------------- | -------- |
| Egyesített Csapat (EUN) | 10.      |

## Íjászat
Férfi
| Versenyző                                                 | Versenyszám | Selejtező | Selejtező | Selejtező | Selejtező | Selejtező | Selejtező | Selejtező | Selejtező | Selejtező | Selejtező | Kieséses szakasz                     | Kieséses szakasz                                                                | Kieséses szakasz                                                                        | Kieséses szakasz  | Kieséses szakasz  | Helyezés |
| Versenyző                                                 | Versenyszám | 30 m      | 30 m      | 50 m      | 50 m      | 70 m      | 70 m      | 90 m      | 90 m      | Pont      | Hely.     | 32-es főtábla                        | Nyolcaddöntő                                                                    | Negyeddöntő                                                                             | Elődöntő          | Döntő             | Helyezés |
| Versenyző                                                 | Versenyszám | Pont      | Hely.     | Pont      | Hely.     | Pont      | Hely.     | Pont      | Hely.     | Pont      | Hely.     | Ellenfél Eredmény                    | Ellenfél Eredmény                                                               | Ellenfél Eredmény                                                                       | Ellenfél Eredmény | Ellenfél Eredmény | Helyezés |
| --------------------------------------------------------- | ----------- | --------- | --------- | --------- | --------- | --------- | --------- | --------- | --------- | --------- | --------- | ------------------------------------ | ------------------------------------------------------------------------------- | --------------------------------------------------------------------------------------- | ----------------- | ----------------- | -------- |
| Vlagyimir Jesejev                                         | Egyéni      | 350       | 13.       | 316       | 39.       | 336       | 3.        | 314       | 2.        | 1316      | 4.        | Vitor Krieger (BRA) (29.) · 106-95   | Simon Terry (GBR) (20.) · 102-104                                               | kiesett                                                                                 | kiesett           | kiesett           | 11.      |
| Vagyim Sikarev                                            | Egyéni      | 356       | 1.        | 319       | 28.       | 330       | 9.        | 318       | 1.        | 1323      | 2.        | Bruno Felipe (FRA) (31.) · 103-102   | Grant Greenham (AUS) (15.) · 102-94                                             | Martinius Grov (NOR) (7.) · 104-109                                                     | kiesett           | kiesett           | 7.       |
| Sztanyiszlav Zabrodszkij                                  | Egyéni      | 348       | 18.       | 317       | 36.       | 325       | 18.       | 295       | 22.       | 1285      | 24.       | Jamamoto Hirosi (JPN) (9.) · 108-106 | Hendra Setijawan (INA) (8.) · 102-104                                           | kiesett                                                                                 | kiesett           | kiesett           | 10.      |
| Vlagyimir Jesejev Vagyim Sikarev Sztanyiszlav Zabrodszkij | Csapat      | 1054      | 1.        | 952       | 5.        | 991       | 2.        | 927       | 1.        | 3924      | 2.        |                                      | India (IND) · Dhulcsand Damor · Csangte Lalremszaga · Limba Rám (15.) · 241-220 | Spanyolország (ESP) · Juan Holgado · Alfonso Menéndez · Antonio Vázquez (10.) · 229-238 | kiesett           | kiesett           | 8.       |

Női
| Versenyző                                                | Versenyszám | Selejtező | Selejtező | Selejtező | Selejtező | Selejtező | Selejtező | Selejtező | Selejtező | Selejtező | Selejtező | Kieséses szakasz                                          | Kieséses szakasz                                                                     | Kieséses szakasz                                                                     | Kieséses szakasz                                                                                                   | Kieséses szakasz                                                                                           | Helyezés |
| Versenyző                                                | Versenyszám | 30 m      | 30 m      | 50 m      | 50 m      | 60 m      | 60 m      | 70 m      | 70 m      | Pont      | Hely.     | 32-es főtábla                                             | Nyolcaddöntő                                                                         | Negyeddöntő                                                                          | Elődöntő | Döntő | Helyezés |
| Versenyző                                                | Versenyszám | Pont      | Hely.     | Pont      | Hely.     | Pont      | Hely.     | Pont      | Hely.     | Pont      | Hely.     | Ellenfél Eredmény                                         | Ellenfél Eredmény                                                                    | Ellenfél Eredmény                                                                    | Ellenfél Eredmény                                                                                                  | Ellenfél Eredmény                                                                                          | Helyezés |
| -------------------------------------------------------- | ----------- | --------- | --------- | --------- | --------- | --------- | --------- | --------- | --------- | --------- | --------- | --------------------------------------------------------- | ------------------------------------------------------------------------------------ | ------------------------------------------------------------------------------------ | --- | --- | -------- |
| Ljudmila Arzsannikova                                    | Egyéni      | 348       | 8.        | 315       | 20.       | 325       | 24.       | 318       | 8.        | 1306      | 13.       | Jennifer O'Donnell (USA) (20.) · 97-101                   | kiesett                                                                              | kiesett                                                                              | kiesett | kiesett | 27.      |
| Hatuna Kvrivisvili                                       | Egyéni      | 345       | 14.       | 329       | 5.        | 331       | 10.       | 321       | 5.        | 1326      | 6.        | Jacqueline van Rozendaal-van Gerven (NED) (27.) · 108-102 | Ma Hsziang-csün (Ma Xiangjun) (CHN) (11.) · 111-104                                  | Vang Hsziao-csu (Wang Xiaozhu) (CHN) (19.) · 101-108                                 | kiesett | kiesett | 6.       |
| Natalia Valeeva                                          | Egyéni      | 353       | 3.        | 332       | 4.        | 341       | 2.        | 320       | 6.        | 1346      | 4.        | Sherry Block (USA) (29.) · 101-99                         | Jennifer O'Donnell (USA) (20.) · 112-105                                             | Denise Parker (USA) (5.) · 107-105                                                   | Cho Yun-Jeong (KOR) (1.) · 102-111                                                                                 | Bronzmérkőzés · Vang Hsziao-csu (Wang Xiaozhu) (CHN) (19.) · 104-102                                       |          |
| Ljudmila Arzsannikova Hatuna Kvrivisvili Natalia Valeeva | Csapat      | 1046      | 2.        | 976       | 2.        | 997       | 2.        | 959       | 2.        | 3978      | 2.        |                                                           | Németország (GER) · Astrid Hänschen · Cornelia Pfohl · Marion Wagner (15.) · 242-234 | Törökország (TUR) · Elif Ekşi · Natalia Nasaridze-Çakir · Zehra Öktem (7.) · 242-228 | Kína (CHN) · Ma Hsziang-csün (Ma Xiangjun) · Vang Hung (Wang Hong) · Vang Hsziao-csu (Wang Xiaozhu) (3.) · 224-224 | Bronzmérkőzés · Franciaország (FRA) · Séverine Bonal · Christine Gabillard · Nathalie Hibon (5.) · 240-222 |          |

## Kajak-kenu

### Síkvízi
Férfi
| Versenyző                                                            | Versenyszám         | Előfutam | Előfutam | Előfutam | Vigaszág | Vigaszág | Vigaszág | Elődöntő | Elődöntő | Elődöntő | Döntő   | Döntő    |
| Versenyző                                                            | Versenyszám         | Idő      | Hely.    | Össz.    | Idő      | Hely.    | Össz.    | Idő      | Hely.    | Össz.    | Idő     | Helyezés |
| -------------------------------------------------------------------- | ------------------- | -------- | -------- | -------- | -------- | -------- | -------- | -------- | -------- | -------- | ------- | -------- |
| Szjarhej Kalesznyik                                                  | Kajak egyes 500 m   | 1:40,90  | 1.       | 1.       | erőnyerő | erőnyerő | erőnyerő | 1:42,20  | 4.       | 7.       | 1:40,90 | 5.       |
| Ihor Nahaiev                                                         | Kajak egyes 1000 m  | 3:44,29  | 4.       | 15.      | 3:34,15  | 2.       | 4.       | 3:45,85  | 8.       | 17.      | kiesett | kiesett  |
| Szjarhej Kalesznyik Anatolij Tyiscsenko                              | Kajak kettes 500 m  | 1:31,57  | 1.       | 1.       | erőnyerő | erőnyerő | erőnyerő | 1:29,43  | 2.       | 3.       | 1:33,76 | 9.       |
| Ivan Kireyev Anatoly Tyurin                                          | Kajak kettes 1000 m | 3:19,67  | 4.       | 9.       | 3:17,04  | 2.       | 3.       | 3:21,62  | 6.       | 11.      | kiesett | kiesett  |
| Vladimir Bobreshov Oleg Gorobij Vyacheslav Kutuzin Szergej Kirszanov | Kajak négyes 1000 m | 2:57,67  | 2.       | 9.       |          |          |          | 2:59,35  | 7.       | 11.      | kiesett | kiesett  |
| Mihajlo Szlivinszkij                                                 | Kenu egyes 500 m    | 1:51,82  | 1.       | 1.       | erőnyerő | erőnyerő | erőnyerő | 1:52,28  | 1.       | 1.       | 1:51,40 |          |
| Alekszandr Kosztoglod                                                | Kenu egyes 1000 m   | 4:04,99  | 3.       | 7.       | erőnyerő | erőnyerő | erőnyerő | 4:10,10  | 5.       | 11.      | kiesett | kiesett  |
| Alekszandr Maszejkov Dimitrij Dovgalenkov                            | Kenu kettes 500 m   | 1:45,25  | 4.       | 9.       |          |          |          | 1:40,74  | 1.       | 1.       | 1:41,54 |          |
| Olekszij Ihrajev Aleksandr Gramovich                                 | Kenu kettes 1000 m  | 3:38,11  | 4.       | 7.       |          |          |          | 3:39,66  | 2.       | 2.       | 3:53,90 | 8.       |

Női
| Versenyző                                                            | Versenyszám        | Előfutam | Előfutam | Előfutam | Elődöntő | Elődöntő | Elődöntő | Döntő   | Döntő    |
| Versenyző                                                            | Versenyszám        | Idő      | Hely.    | Össz.    | Idő      | Hely.    | Össz.    | Idő     | Helyezés |
| -------------------------------------------------------------------- | ------------------ | -------- | -------- | -------- | -------- | -------- | -------- | ------- | -------- |
| Irina Salomykova-Vaag                                                | Kajak egyes 500 m  | 1:57,47  | 3.       | 10.      | 1:56,71  | 6.       | 12.      | kiesett | kiesett  |
| Irina Samoylova Galina Savenko                                       | Kajak kettes 500 m | 1:46,06  | 4.       | 11.      | 1:45,20  | 8.       | 12.      | kiesett | kiesett  |
| Irina Samoylova Galina Savenko Irina Salomykova-Vaag Olga Tyiscsenko | Kajak négyes 500 m | 1:38,25  | 5.       | 8.       | 1:38,56  | 2.       | 4.       | 1:44,84 | 9.       |

## Kerékpározás

### Országúti kerékpározás
Férfi
| Versenyző                                              | Versenyszám     | Idő            | Helyezés |
| ------------------------------------------------------ | --------------- | -------------- | -------- |
| Aleksey Bochkov                                        | Mezőnyverseny   | 4:35:56(+0:35) | 66.      |
| Petro Koshelenko                                       | Mezőnyverseny   | 4:35:56(+0:35) | 47.      |
| Svyatoslav Ryabushenko                                 | Mezőnyverseny   | 4:35:56(+0:35) | 33.      |
| Igor Dzyuba Oleh Halkin Igor Pastukhovich Igor Patenko | Csapat időfutam | 2:05:34(+3:55) | 4.       |

Női
| Versenyző              | Versenyszám   | Idő            | Helyezés      |
| ---------------------- | ------------- | -------------- | ------------- |
| Natalija Kiscsuk       | Mezőnyverseny | 2:05:03(+0:21) | 4.            |
| Szvetlana Szamohvalova | Mezőnyverseny | nem ért célba  | nem ért célba |
| Zinaida Sztahurszkaja  | Mezőnyverseny | 2:05:03(+0:21) | 16.           |

### Pálya-kerékpározás
Sprintversenyek
| Versenyző         | Versenyszám  | Selejtező | Selejtező | 1. forduló                                              | 1. forduló | Vigaszág selejtező                 | Vigaszág selejtező | Vigaszág döntő                  | Vigaszág döntő | 2. forduló                                     | 2. forduló | Vigaszág                    | Vigaszág | Negyeddöntő                                  | 5–8. helyért                                                             | 5–8. helyért | Elődöntő             | Döntő                | Helyezés |
| Versenyző         | Versenyszám  | Idő       | Hely.     | Ellenfelek Győztes idő                                  | Hely.      | Ellenfél Győztes idő               | Hely.              | Ellenfél Győztes idő            | Hely.          | Ellenfelek Győztes idő                         | Hely.      | Ellenfél Győztes idő        | Hely.    | Ellenfél Győztes idő                         | Ellenfelek Győztes idő                                                   | Hely.        | Ellenfél Győztes idő | Ellenfél Győztes idő | Helyezés |
| ----------------- | ------------ | --------- | --------- | ------------------------------------------------------- | ---------- | ---------------------------------- | ------------------ | ------------------------------- | -------------- | ---------------------------------------------- | ---------- | --------------------------- | -------- | -------------------------------------------- | ------------------------------------------------------------------------ | ------------ | -------------------- | -------------------- | -------- |
| Nyikolaj Kovs     | Férfi egyéni | 11,030    | 14.       | Curtis Harnett (CAN) · Maxwell Cheeseman (TRI) · 11,248 | 2.         | Livingstone Alleyne (BAR) · 12,000 | 1.                 | Jaroslav Jeřábek (TCH) · 11,971 | 1.             | José Moreno (ESP) · José Lovito (ARG) · 11,216 | 2.         | Erik Schoefs (BEL) · 11,577 | 1.       | Curtis Harnett (CAN) · 11,183, 11,161        | Kenneth Carpenter (USA) · José Lovito (ARG) · José Moreno (ESP) · 11,648 | 3.           |                      |                      | 7.       |
| Galina Yenyukhina | Női egyéni   | 11,699    | 4.        | Tanya Dubnicoff (CAN) · Olga Sacasa (NCA) · 12,416      | 2.         |                                    |                    | Rita Razmaitė (LTU) · 13,069    | 1.             |                                                |            |                             |          | Erika Salumäe (EST) · 12,192, 12,930, 12,090 | Tanya Dubnicoff (CAN) · Kuroki Mika (JPN) · Vang Jen (CHN) · 12,575      | 1.           |                      |                      | 5.       |

Üldözőversenyek
| Versenyző                                                                              | Versenyszám                | Selejtező | Selejtező | Negyeddöntő | Negyeddöntő | Negyeddöntő | Elődöntő     | Elődöntő  | Elődöntő | Döntő        | Döntő     | Helyezés |
| Versenyző                                                                              | Versenyszám                | Idő       | Hely.     | Ellenfél Idő | Saját idő   | Hely.       | Ellenfél Idő | Saját idő | Hely.    | Ellenfél Idő | Saját idő | Helyezés |
| -------------------------------------------------------------------------------------- | -------------------------- | --------- | --------- | --- | ----------- | ----------- | ------------ | --------- | -------- | ------------ | --------- | -------- |
| Oleksandr Honchenkov                                                                   | Férfi egyéni üldözőverseny | 4:35,057  | 7.        | Jens Lehmann (GER) · 4:27,715                                                                                     | lekörözték  | 11.         | kiesett      | kiesett   | kiesett  | kiesett      | kiesett   | 11.      |
| Szvetlana Szamohvalova                                                                 | Női egyéni üldözőverseny   | 3:43,326  | 4.        | Hanne Malmberg (DEN) · 3:46,959                                                                                   | 3:47,444    | 6.          | kiesett      | kiesett   | kiesett  | kiesett      | kiesett   | 6.       |
| Valery Batura Oleksandr Honchenkov Dimitrij Neljubin Roman Saprykin Nyikolaj Kuznyecov | Férfi csapat üldözőverseny | 4:19,343  | 6.        | Olaszország (ITA) · Ivan Beltrami · Rossano Brasi · Ivan Cerioli · Giovanni Lombardi · Fabrizio Trezzi · 4:15,440 | 4:16,685    | 6.          | kiesett      | kiesett   | kiesett  | kiesett      | kiesett   | 6.       |

Időfutam
| Versenyző             | Versenyszám           | Idő      | Helyezés |
| --------------------- | --------------------- | -------- | -------- |
| Alekszandr Kiricsenko | Férfi egyéni időfutam | 1:06,137 | 12.      |

Pontversenyek
| Versenyző       | Versenyszám       | Selejtező | Selejtező | Selejtező | Selejtező | Döntő         | Döntő         | Helyezés    |
| Versenyző       | Versenyszám       | Csoport   | lekörözés | Pont      | Hely.     | lekörözés     | Pont          | Helyezés    |
| --------------- | ----------------- | --------- | --------- | --------- | --------- | ------------- | ------------- | ----------- |
| Vaszil Jakovlev | Férfi pontverseny | A         | 1         | 23        | 5.        | nem ért célba | nem ért célba | helyezetlen |

## Kézilabda

### Férfi
| Egyesített Csapat férfi kézilabdacsapat-játékoskeret                                                        | Egyesített Csapat férfi kézilabdacsapat-játékoskeret                                                     |
| --- | --- |
| - Szergej Bebesko - Andrej Barbasinszkij - Igor Csumak - Talant Dujsebajev - Jurij Gavrilov - Valerij Gopin | - Oleg Grebnev - Mihail Jakimovics - Oleg Kiszeljov - Vaszilij Kugyinov - Andrej Lavrov - Igor Vasziljev |

#### Eredmények
Csoportkör
B csoport
| Csapat                  | M | Gy | D | V | G+  | G–  | Gk  | P  |
| ----------------------- | - | -- | - | - | --- | --- | --- | -- |
| Egyesített Csapat (EUN) | 5 | 5  | 0 | 0 | 121 | 98  | +23 | 10 |
| Franciaország (FRA)     | 5 | 4  | 0 | 1 | 111 | 98  | +13 | 8  |
| Spanyolország (ESP)     | 5 | 3  | 0 | 2 | 97  | 98  | –1  | 6  |
| Románia (ROU)           | 5 | 1  | 1 | 3 | 107 | 115 | –8  | 3  |
| Németország (GER)       | 5 | 1  | 1 | 3 | 97  | 103 | –6  | 3  |
| Egyiptom (EGY)          | 5 | 0  | 0 | 5 | 92  | 113 | –21 | 0  |

| 1992. július 27. 16:00 | Egyesített Csapat (EUN) | 25–15  | Németország (GER) | Játékvezetők: Jug, Jeglic (SLO) |
| 1992. július 27. 16:00 | Dujsebajev 7            | (12–7) | Hauck 5           | Játékvezetők: Jug, Jeglic (SLO) |
| 1992. július 27. 16:00 |                         |        |                   | Játékvezetők: Jug, Jeglic (SLO) |

| 1992. július 29. 11:30 | Franciaország (FRA) | 22–23   | Egyesített Csapat (EUN) | Játékvezetők: Rudin, Schill (SUI) |
| 1992. július 29. 11:30 | Portes, Munier 4    | (12–14) | Dujsebajev 9            | Játékvezetők: Rudin, Schill (SUI) |
| 1992. július 29. 11:30 |                     |         |                         | Játékvezetők: Rudin, Schill (SUI) |

| 1992. július 31. 10:00 | Egyesített Csapat (EUN) | 22–18  | Egyiptom (EGY)       | Játékvezetők: Christensen, Jorgensen (DEN) |
| 1992. július 31. 10:00 | Dujsebajev 8            | (12–9) | El-Attar, Abdallah 4 | Játékvezetők: Christensen, Jorgensen (DEN) |
| 1992. július 31. 10:00 |                         |        |                      | Játékvezetők: Christensen, Jorgensen (DEN) |

| 1992. augusztus 2. 20:30 | Spanyolország (ESP) | 18–24  | Egyesített Csapat (EUN) | Játékvezetők: Johansson, Kjellkvist (SWE) |
| 1992. augusztus 2. 20:30 | Muñoz, Masip 5      | (5–10) | Gopin 7                 | Játékvezetők: Johansson, Kjellkvist (SWE) |
| 1992. augusztus 2. 20:30 |                     |        |                         | Játékvezetők: Johansson, Kjellkvist (SWE) |

| 1992. augusztus 4. 16:00 | Egyesített Csapat (EUN) | 27–25   | Románia (ROU) | Játékvezetők: Szajna, Wroblewski (POL) |
| 1992. augusztus 4. 16:00 | Kugyinov, Dujsebajev 6  | (12–12) | Licu 8        | Játékvezetők: Szajna, Wroblewski (POL) |
| 1992. augusztus 4. 16:00 |                         |         |               | Játékvezetők: Szajna, Wroblewski (POL) |

Elődöntő
| 1992. augusztus 6. 21:00 | Izland (ISL) | 19–23  | Egyesített Csapat (EUN) | Játékvezetők: H. E. Thomas, J. K. Thomas (GER) |
| 1992. augusztus 6. 21:00 | Grímsson 6   | (9–11) | Jakimovics 7            | Játékvezetők: H. E. Thomas, J. K. Thomas (GER) |
| 1992. augusztus 6. 21:00 |              |        |                         | Játékvezetők: H. E. Thomas, J. K. Thomas (GER) |

Döntő
| 1992. augusztus 8. 17:00 | Svédország (SWE) | 20–22 | Egyesített Csapat (EUN) | Játékvezetők: Gallego, Lamas (ESP) |
| 1992. augusztus 8. 17:00 | Hajas 7          | (9–9) | Gavrilov 5              | Játékvezetők: Gallego, Lamas (ESP) |
| 1992. augusztus 8. 17:00 |                  |       |                         | Játékvezetők: Gallego, Lamas (ESP) |

| Csapat                  | Helyezés |
| ----------------------- | -------- |
| Egyesített Csapat (EUN) |          |

### Női
| Német női kézilabdacsapat-játékoskeret | Német női kézilabdacsapat-játékoskeret                                                                                |
| --- | --- |
| - Natalja Anyiszimova - Marina Bazanova - Szvetlana Bogdanova - Galina Borzenkova - Tatyjana Dzsandzsgava - Ljudmila Gudz - Elina Guszeva | - Natalja Gyerjugina - Tetyana Horb - Larisza Kiszeljova - Natalja Morszkova - Galina Onoprienko - Szvetlana Prjahina |

#### Eredmények
Csoportkör
A csoport
| Csapat                  | M | Gy | D | V | G+ | G– | Gk  | P |
| ----------------------- | - | -- | - | - | -- | -- | --- | - |
| Egyesített Csapat (EUN) | 3 | 3  | 0 | 0 | 77 | 56 | +21 | 6 |
| Németország (GER)       | 3 | 2  | 0 | 1 | 86 | 61 | +25 | 4 |
| Egyesült Államok (USA)  | 3 | 1  | 0 | 2 | 55 | 76 | –21 | 2 |
| Nigéria (NGR)           | 3 | 0  | 0 | 3 | 56 | 81 | –25 | 0 |

| 1992. július 30. 15:00 | Egyesített Csapat (EUN) | 23–16  | Egyesült Államok (USA) | Játékvezetők: Gallego, Lamas (ESP) |
| 1992. július 30. 15:00 | Morszkova 8             | (14–9) | Peterka 4              | Játékvezetők: Gallego, Lamas (ESP) |
| 1992. július 30. 15:00 |                         |        |                        | Játékvezetők: Gallego, Lamas (ESP) |

| 1992. augusztus 1. 10:00 | Nigéria (NGR) | 18–26  | Egyesített Csapat (EUN) | Játékvezetők: Noboru, Fusaji (JPN) |
| 1992. augusztus 1. 10:00 | Sana 8        | (5–15) | Horb, Morszkova 5       | Játékvezetők: Noboru, Fusaji (JPN) |
| 1992. augusztus 1. 10:00 |               |        |                         | Játékvezetők: Noboru, Fusaji (JPN) |

| 1992. augusztus 3. 16:30 | Egyesített Csapat (EUN) | 28–22   | Németország (GER) | Játékvezetők: Rudin, Schill (SUI) |
| 1992. augusztus 3. 16:30 | Morszkova 14            | (13–14) | Ciszewski 5       | Játékvezetők: Rudin, Schill (SUI) |
| 1992. augusztus 3. 16:30 |                         |         |                   | Játékvezetők: Rudin, Schill (SUI) |

Elődöntő
| 1992. augusztus 6. 14:00 | Egyesített Csapat (EUN) | 23–24   | Norvégia (NOR)     | Játékvezetők: Jug, Jeglic (SLO) |
| 1992. augusztus 6. 14:00 | Morszkova 8             | (11–12) | Sundal, Svendsen 6 | Játékvezetők: Jug, Jeglic (SLO) |
| 1992. augusztus 6. 14:00 |                         |         |                    | Játékvezetők: Jug, Jeglic (SLO) |

Bronzmérkőzés
| 1992. augusztus 8. 10:00 | Németország (GER) | 20–24  | Egyesített Csapat (EUN) | Játékvezetők: Johansson, Kjellkvist (SWE) |
| 1992. augusztus 8. 10:00 | Leonte, Wagner 6  | (9–10) | Morszkova 6             | Játékvezetők: Johansson, Kjellkvist (SWE) |
| 1992. augusztus 8. 10:00 |                   |        |                         | Játékvezetők: Johansson, Kjellkvist (SWE) |

| Csapat                  | Helyezés |
| ----------------------- | -------- |
| Egyesített Csapat (EUN) |          |

## Kosárlabda

### Férfi
| Egyesített Csapat férfi kosárlabdacsapat-játékoskeret                                                                | Egyesített Csapat férfi kosárlabdacsapat-játékoskeret                                                       |
| --- | --- |
| - Szergej Bazarevics - Viktor Berezhniy - Olekszandr Bilosztyinnij - Vladimir Gorin - Igor Miglinieks - Vitaly Nosov | - Szergej Panov - Elşad Qadaşev - Dmitry Sukharev - Valerij Tyihonyenko - Gundars Vetra - Olekszandr Volkov |

#### Eredmények
Csoportkör
B csoport
| Csapat                  | M | Gy | V | P+  | P–  | Pk   | P |
| ----------------------- | - | -- | - | --- | --- | ---- | - |
| Egyesített Csapat (EUN) | 5 | 4  | 1 | 425 | 373 | +52  | 9 |
| Litvánia (LTU)          | 5 | 4  | 1 | 478 | 424 | +54  | 9 |
| Ausztrália (AUS)        | 5 | 3  | 2 | 432 | 396 | +36  | 8 |
| Puerto Rico (PUR)       | 5 | 3  | 2 | 445 | 437 | +8   | 8 |
| Venezuela (VEN)         | 5 | 1  | 4 | 392 | 427 | –35  | 6 |
| Kína (CHN)              | 5 | 0  | 5 | 381 | 496 | –115 | 5 |

| 1992. július 26. 9:30 | Venezuela (VEN) | 64 –78    | Egyesített Csapat (EUN) | Pabellón Olímpico de Badalona, Badalona |
| 1992. július 26. 9:30 | (16–34)         |           |                         | Pabellón Olímpico de Badalona, Badalona |
| 1992. július 26. 9:30 | Estaba 21       | Pont      | Tyihonyenko 18          | Pabellón Olímpico de Badalona, Badalona |
| 1992. július 26. 9:30 | Walcott 4       | Lepattanó | Volkov 7                | Pabellón Olímpico de Badalona, Badalona |
| 1992. július 26. 9:30 | Shepherd 5      | Gólpassz  | Tyihonyenko, Volkov 5   | Pabellón Olímpico de Badalona, Badalona |

| 1992. július 27. 16:30 | Egyesített Csapat (EUN) | 85 –63    | Ausztrália (AUS) | Pabellón Olímpico de Badalona, Badalona |
| 1992. július 27. 16:30 | (35–31)                 |           |                  | Pabellón Olímpico de Badalona, Badalona |
| 1992. július 27. 16:30 | Volkov 15               | Pont      | Gaze 17          | Pabellón Olímpico de Badalona, Badalona |
| 1992. július 27. 16:30 | Bilosztyinnij 7         | Lepattanó | három játékos 5  | Pabellón Olímpico de Badalona, Badalona |
| 1992. július 27. 16:30 | Bazarevics 7            | Gólpassz  | három játékos 2  | Pabellón Olímpico de Badalona, Badalona |

| 1992. július 29. 14:30 | Egyesített Csapat (EUN) | 100–84    | Kína (CHN)                   | Pabellón Olímpico de Badalona, Badalona |
| 1992. július 29. 14:30 | (55–39)                 |           |                              | Pabellón Olímpico de Badalona, Badalona |
| 1992. július 29. 14:30 | Bazarevics18            | Pont      | Sun Csün (Sun Jun) 22        | Pabellón Olímpico de Badalona, Badalona |
| 1992. július 29. 14:30 | Volkov 6                | Lepattanó | Vang Cse-tan (Wang Zhidan) 5 | Pabellón Olímpico de Badalona, Badalona |
| 1992. július 29. 14:30 | Bazarevics 6            | Gólpassz  | A Ti-csiang (A Dijiang) 4    | Pabellón Olímpico de Badalona, Badalona |

| 1992. július 31. 16:30 | Litvánia (LTU)           | 80–92     | Egyesített Csapat (EUN) | Pabellón Olímpico de Badalona, Badalona |
| 1992. július 31. 16:30 | (38–26)                  |           |                         | Pabellón Olímpico de Badalona, Badalona |
| 1992. július 31. 16:30 | Sabonis, Marčiulionis 21 | Pont      | Tyihonyenko 31          | Pabellón Olímpico de Badalona, Badalona |
| 1992. július 31. 16:30 | Sabonis 16               | Lepattanó | Volkov 9                | Pabellón Olímpico de Badalona, Badalona |
| 1992. július 31. 16:30 | Marčiulionis 8           | Gólpassz  | Volkov 4                | Pabellón Olímpico de Badalona, Badalona |

| 1992. augusztus 2. 20:30 | Puerto Rico (PUR) | 82–70     | Egyesített Csapat (EUN) | Pabellón Olímpico de Badalona, Badalona |
| 1992. augusztus 2. 20:30 | (36–39)           |           |                         | Pabellón Olímpico de Badalona, Badalona |
| 1992. augusztus 2. 20:30 | három játékos 16  | Pont      | Vetra 25                | Pabellón Olímpico de Badalona, Badalona |
| 1992. augusztus 2. 20:30 | Ortíz 13          | Lepattanó | Volkov, Bilosztyinnij 6 | Pabellón Olímpico de Badalona, Badalona |
| 1992. augusztus 2. 20:30 | Ortíz 5           | Gólpassz  | Volkov 5                | Pabellón Olímpico de Badalona, Badalona |

Negyeddöntő
| 1992. augusztus 4. 16:30 | Egyesített Csapat (EUN) | 83–76     | Németország (GER) | Pabellón Olímpico de Badalona, Badalona |
| 1992. augusztus 4. 16:30 | (35–36)                 |           |                   | Pabellón Olímpico de Badalona, Badalona |
| 1992. augusztus 4. 16:30 | Tyihonyenko 26          | Pont      | Schrempf 32       | Pabellón Olímpico de Badalona, Badalona |
| 1992. augusztus 4. 16:30 | Volkov 14               | Lepattanó | Schrempf 10       | Pabellón Olímpico de Badalona, Badalona |
| 1992. augusztus 4. 16:30 | Volkov 4                | Gólpassz  | Rödl, Schrempf 3  | Pabellón Olímpico de Badalona, Badalona |

Elődöntő
| 1992. augusztus 6. 16:30 | Horvátország (CRO) | 75 –74    | Egyesített Csapat (EUN) | Pabellón Olímpico de Badalona, Badalona |
| 1992. augusztus 6. 16:30 | (30–40)            |           |                         | Pabellón Olímpico de Badalona, Badalona |
| 1992. augusztus 6. 16:30 | Petrović 28        | Pont      | Volkov 20               | Pabellón Olímpico de Badalona, Badalona |
| 1992. augusztus 6. 16:30 | Rađa 11            | Lepattanó | Volkov 6                | Pabellón Olímpico de Badalona, Badalona |
| 1992. augusztus 6. 16:30 | Kukoč 7            | Gólpassz  | Volkov 5                | Pabellón Olímpico de Badalona, Badalona |

Bronzmérkőzés
| 1992. augusztus 8. 13:00 | Egyesített Csapat (EUN) | 78–82     | Litvánia (LTU)  | Pabellón Olímpico de Badalona, Badalona |
| 1992. augusztus 8. 13:00 | (33–39)                 |           |                 | Pabellón Olímpico de Badalona, Badalona |
| 1992. augusztus 8. 13:00 | Tyihonyenko 24          | Pont      | Marčiulionis 29 | Pabellón Olímpico de Badalona, Badalona |
| 1992. augusztus 8. 13:00 | Volkov 8                | Lepattanó | Sabonis 16      | Pabellón Olímpico de Badalona, Badalona |
| 1992. augusztus 8. 13:00 | Sukharev 4              | Gólpassz  | Marčiulionis 3  | Pabellón Olímpico de Badalona, Badalona |

| Csapat                  | Helyezés |
| ----------------------- | -------- |
| Egyesített Csapat (EUN) | 4.       |

### Női
| Egyesített Csapat női kosárlabdacsapat-játékoskeret                                                  | Egyesített Csapat női kosárlabdacsapat-játékoskeret                                                                     |
| --- | --- |
| - Jelena Baranova - Elen Bunatyjanc - Irina Gerlic - Jelena Hudasova - Irina Minh - Alena Svajbovics | - Irina Szumnyikova - Marina Tkacsenko - Jelena Tornyikidu - Szvetlana Zabolujeva - Natalja Zaszulszkaja - Olena Zsirko |

#### Eredmények
Csoportkör
A csoport
| Csapat                  | M | Gy | V | P+  | P–  | Pk  | P |
| ----------------------- | - | -- | - | --- | --- | --- | - |
| Kuba (CUB)              | 3 | 3  | 0 | 246 | 230 | +16 | 6 |
| Egyesített Csapat (EUN) | 3 | 2  | 1 | 244 | 222 | +22 | 5 |
| Brazília (BRA)          | 3 | 1  | 2 | 237 | 241 | –4  | 4 |
| Olaszország (ITA)       | 3 | 0  | 3 | 190 | 224 | –34 | 3 |

| 1992. július 30. 13:00 | Egyesített Csapat (EUN)   | 89–91     | Kuba (CUB)      | Pabellón Olímpico de Badalona, Badalona |
| 1992. július 30. 13:00 | (44–44)                   |           |                 | Pabellón Olímpico de Badalona, Badalona |
| 1992. július 30. 13:00 | Hudasova, Zaszulszkaja 20 | Pont      | Borrell 28      | Pabellón Olímpico de Badalona, Badalona |
| 1992. július 30. 13:00 | Zaszulszkaja 9            | Lepattanó | Borrell 9       | Pabellón Olímpico de Badalona, Badalona |
| 1992. július 30. 13:00 | Zsirko, Szumnyikova 7     | Gólpassz  | három játékos 3 | Pabellón Olímpico de Badalona, Badalona |

| 1992. augusztus 1. 22:00 | Egyesített Csapat (EUN) | 79–67     | Olaszország (ITA)    | Pabellón Olímpico de Badalona, Badalona |
| 1992. augusztus 1. 22:00 | (49–37)                 |           |                      | Pabellón Olímpico de Badalona, Badalona |
| 1992. augusztus 1. 22:00 | Zaszulszkaja 22         | Pont      | Fullin 20            | Pabellón Olímpico de Badalona, Badalona |
| 1992. augusztus 1. 22:00 | Zaszulszkaja 12         | Lepattanó | Pollini 10           | Pabellón Olímpico de Badalona, Badalona |
| 1992. augusztus 1. 22:00 | Tornyikidu 5            | Gólpassz  | Fullin, Costalunga 4 | Pabellón Olímpico de Badalona, Badalona |

| 1992. augusztus 3. 11:00 | Egyesített Csapat (EUN)   | 76–64     | Brazília (BRA)       | Pabellón Olímpico de Badalona, Badalona |
| 1992. augusztus 3. 11:00 | (48–33)                   |           |                      | Pabellón Olímpico de Badalona, Badalona |
| 1992. augusztus 3. 11:00 | Tornyikidu, Svajbovics 20 | Pont      | Hortência Marcari 26 | Pabellón Olímpico de Badalona, Badalona |
| 1992. augusztus 3. 11:00 | Hudasova 11               | Lepattanó | de Souza Sobral 6    | Pabellón Olímpico de Badalona, Badalona |
| 1992. augusztus 3. 11:00 | Tornyikidu 5              | Gólpassz  | négy játékos 1       | Pabellón Olímpico de Badalona, Badalona |

Elődöntő
| 1992. augusztus 5. 22:00 | Egyesült Államok (USA) | 73–79     | Egyesített Csapat (EUN)  | Pabellón Olímpico de Badalona, Badalona |
| 1992. augusztus 5. 22:00 | (41–47)                |           |                          | Pabellón Olímpico de Badalona, Badalona |
| 1992. augusztus 5. 22:00 | Dixon 12               | Pont      | Zaszulszkaja 20          | Pabellón Olímpico de Badalona, Badalona |
| 1992. augusztus 5. 22:00 | McClain 16             | Lepattanó | Zaszulszkaja 8           | Pabellón Olímpico de Badalona, Badalona |
| 1992. augusztus 5. 22:00 | három játékos 3        | Gólpassz  | Svajbovics, Zabolujeva 4 | Pabellón Olímpico de Badalona, Badalona |

Döntő
| 1992. augusztus 7. 22:00 | Egyesített Csapat (EUN)    | 76–66     | Kína (CHN)                  | Pabellón Olímpico de Badalona, Badalona |
| 1992. augusztus 7. 22:00 | (43–35)                    |           |                             | Pabellón Olímpico de Badalona, Badalona |
| 1992. augusztus 7. 22:00 | Zaszulszkaja 19            | Pont      | Li Tung-mej (Li Dongmei) 12 | Pabellón Olímpico de Badalona, Badalona |
| 1992. augusztus 7. 22:00 | Bunatyjanc, Zaszulszkaja 6 | Lepattanó | Li Tung-mej (Li Dongmei) 6  | Pabellón Olímpico de Badalona, Badalona |
| 1992. augusztus 7. 22:00 | Szumnyikova, Zabolujeva 4  | Gólpassz  | Li Hszin (Li Xin) 4         | Pabellón Olímpico de Badalona, Badalona |

| Csapat                  | Helyezés |
| ----------------------- | -------- |
| Egyesített Csapat (EUN) |          |

## Lovaglás
Díjlovaglás
| Versenyző                                  | Ló                     | Versenyszám | Selejtező | Selejtező | Selejtező | Selejtező | Selejtező | Selejtező | Selejtező | Selejtező | Selejtező | Selejtező | Selejtező  | Selejtező  | Döntő   | Döntő   | Döntő   | Döntő   | Döntő   | Döntő   | Döntő   | Döntő   | Döntő   | Döntő   | Döntő      | Helyezés |
| Versenyző                                  | Ló                     | Versenyszám | 1. kör    | 1. kör    | 2. kör    | 2. kör    | 3. kör    | 3. kör    | 4. kör    | 4. kör    | 5. kör    | 5. kör    | Összesítés | Összesítés | 1. kör  | 1. kör  | 2. kör  | 2. kör  | 3. kör  | 3. kör  | 4. kör  | 4. kör  | 5. kör  | 5. kör  | Összesítés | Helyezés |
| Versenyző                                  | Ló                     | Versenyszám | Pont      | Hely.     | Pont      | Hely.     | Pont      | Hely.     | Pont      | Hely.     | Pont      | Hely.     | Pont       | Hely.      | Pont    | Hely.   | Pont    | Hely.   | Pont    | Hely.   | Pont    | Hely.   | Pont    | Hely.   | Pont       | Helyezés |
| ------------------------------------------ | ---------------------- | ----------- | --------- | --------- | --------- | --------- | --------- | --------- | --------- | --------- | --------- | --------- | ---------- | ---------- | ------- | ------- | ------- | ------- | ------- | ------- | ------- | ------- | ------- | ------- | ---------- | -------- |
| Olga Klimko                                | Shipovnik              | Egyéni      | 294       | 36.       | 281       | 46.       | 292       | 39.       | 273       | 46.       | 280       | 43.       | 1420       | 44.        | kiesett | kiesett | kiesett | kiesett | kiesett | kiesett | kiesett | kiesett | kiesett | kiesett | kiesett    | 44.      |
| Inna Zhurakovska                           | Podgon                 | Egyéni      | 296       | 33.       | 294       | 33.       | 293       | 37.       | 278       | 42.       | 282       | 41.       | 1443       | 38.        | kiesett | kiesett | kiesett | kiesett | kiesett | kiesett | kiesett | kiesett | kiesett | kiesett | kiesett    | 38.      |
| Irina Zuykova                              | Barin                  | Egyéni      | 273       | 47.       | 273       | 47.       | 269       | 47.       | 262       | 47.       | 263       | 48.       | 1340       | 47.        | kiesett | kiesett | kiesett | kiesett | kiesett | kiesett | kiesett | kiesett | kiesett | kiesett | kiesett    | 47.      |
| Olga Klimko Inna Zhurakovska Irina Zuykova | Shipovnik Podgon Barin | Csapat      |           |           |           |           |           |           |           |           |           |           |            |            |         |         |         |         |         |         |         |         |         |         | 4203       | 11.      |

Díjugratás
| Versenyző           | Ló     | Versenyszám | Selejtező | Selejtező | Selejtező | Selejtező | Selejtező | Selejtező | Selejtező  | Selejtező  | Döntő   | Döntő   | Döntő   | Döntő   | Végeredmény | Végeredmény |
| Versenyző           | Ló     | Versenyszám | 1. kör    | 1. kör    | 2. kör    | 2. kör    | 2. kör    | 3. kör    | Összesítés | Összesítés | 1. kör  | 1. kör  | 2. kör  | 2. kör  | Végeredmény | Végeredmény |
| Versenyző           | Ló     | Versenyszám | Pont      | Hely.     | Pont      | Össz.     | Hely.     | Pont      | Pont       | Hely.      | Bünt.   | Hely.   | Bünt.   | Hely.   | Pont/Bünt   | Helyezés    |
| ------------------- | ------ | ----------- | --------- | --------- | --------- | --------- | --------- | --------- | ---------- | ---------- | ------- | ------- | ------- | ------- | ----------- | ----------- |
| Anatolij Tyimosenko | Prints | Egyéni      | 24,00     | 64.       | 32,00     | 56,00     | 63.       | 78,00     | 134,00     | 47.        | kiesett | kiesett | kiesett | kiesett | 134,00      | 47.         |

Lovastusa
| Versenyző                                                 | Ló                        | Versenyszám | Díjlovaglás | Díjlovaglás | Tereplovaglás | Tereplovaglás | Tereplovaglás | Díjugratás | Díjugratás | Végeredmény | Végeredmény |
| Versenyző                                                 | Ló                        | Versenyszám | Bünt.       | Hely.       | Bünt.         | Hely.         | Össz.         | Bünt.      | Hely.      | Bünt.       | Helyezés    |
| --------------------------------------------------------- | ------------------------- | ----------- | ----------- | ----------- | ------------- | ------------- | ------------- | ---------- | ---------- | ----------- | ----------- |
| Sandro Chikhladze                                         | Glad                      | Egyéni      | 72,60       | 63.         | kizárták      | kizárták      | kiesett       | kiesett    | kiesett    | kiesett     | kiesett     |
| Oleg Karpov                                               | Dokaz                     | Egyéni      | 81,20       | 72.         | nem ért célba | nem ért célba | kiesett       | kiesett    | kiesett    | kiesett     | kiesett     |
| Mikhail Rybak                                             | Ribachy                   | Egyéni      | 70,40       | 57.         | 377,40        | 63.           | 63.           | 20,00      | 48.        | 467,80      | 62.         |
| Vasiliu Tanas                                             | Darnik                    | Egyéni      | 81,00       | 71.         | 115,20        | 52.           | 55.           | 5,00       | 9.         | 201,20      | 51.         |
| Sandro Chikhladze Oleg Karpov Mikhail Rybak Vasiliu Tanas | Glad Dokaz Ribachy Darnik | Csapat      | 224,00      | 15.         | nem ért célba | nem ért célba | kiesett       | kiesett    | kiesett    | kiesett     | kiesett     |

## Műugrás
Férfi
| Versenyző         | Versenyszám        | Elődöntő | Elődöntő | Döntő   | Döntő    |
| Versenyző         | Versenyszám        | Pont     | Helyezés | Pont    | Helyezés |
| ----------------- | ------------------ | -------- | -------- | ------- | -------- |
| Valerij Sztacenko | Egyéni műugrás     | 388,26   | 4.       | 577,92  | 8.       |
| Dmitrij Szautyin  | Egyéni műugrás     | 384,42   | 6.       | 627,78  |          |
| Dmitrij Szautyin  | Egyéni toronyugrás | 389,28   | 9.       | 565,95  | 6.       |
| Giorgi Csogovadze | Egyéni toronyugrás | 361,47   | 16.      | kiesett | kiesett  |

Női
| Versenyző       | Versenyszám        | Elődöntő | Elődöntő | Döntő  | Döntő    |
| Versenyző       | Versenyszám        | Pont     | Helyezés | Pont   | Helyezés |
| --------------- | ------------------ | -------- | -------- | ------ | -------- |
| Vera Iljina     | Egyéni műugrás     | 290,46   | 6.       | 470,67 | 6.       |
| Irina Lasko     | Egyéni műugrás     | 334,89   | 1.       | 514,14 |          |
| Inha Afonina    | Egyéni toronyugrás | 293,94   | 7.       | 398,43 | 5.       |
| Jelena Mirosina | Egyéni toronyugrás | 310,32   | 3.       | 411,63 |          |

## Ökölvívás
| Versenyző              | Versenyszám     | Selejtező                           | Nyolcaddöntő                 | Negyeddöntő                    | Elődöntő                    | Döntő                   | Helyezés |
| Versenyző              | Versenyszám     | Ellenfél Eredmény                   | Ellenfél Eredmény            | Ellenfél Eredmény              | Ellenfél Eredmény           | Ellenfél Eredmény       | Helyezés |
| ---------------------- | --------------- | ----------------------------------- | ---------------------------- | ------------------------------ | --------------------------- | ----------------------- | -------- |
| Volodymyr Hanchenko    | Papírsúly       | Lakatos Pál (HUN) · RSC             | kiesett                      | kiesett                        | kiesett                     | kiesett                 | 17.      |
| Anatoly Filippov       | Légsúly         | Yacine Sheikh (ALG) · 3-5           | kiesett                      | kiesett                        | kiesett                     | kiesett                 | 17.      |
| Vladislav Antonov      | Harmatsúly      | Chatree Suwanyod (THA) · 4-6        | kiesett                      | kiesett                        | kiesett                     | kiesett                 | 17.      |
| Ramaz Paliani          | Pehelysúly      | Julian Wheeler (USA) · 8-4          | Rogério Dezorzi (BRA) · 19-2 | Daniel Dumitrescu (ROU) · 11-5 | Faustino Reyes (ESP) · 9-14 | kiesett                 |          |
| Artur Grigoryan        | Könnyűsúly      | Óscar Palomino (ESP) · 11-10        | Hong Szongszik (KOR) · 3-9   | kiesett                        | kiesett                     | kiesett                 | 9.       |
| Oleg Nikolayev         | Kisváltósúly    | erőnyerő                            | Hubert Meta (PNG) · 17-2     | Héctor Vinent (CUB) · 3-26     | kiesett                     | kiesett                 | 5.       |
| Andrey Pestryayev      | Váltósúly       | Vitalijus Karpačiauskas (LTU) · 4-9 | kiesett                      | kiesett                        | kiesett                     | kiesett                 | 17.      |
| Arkady Topayev         | Nagyváltósúly   | Juan Carlos Lemus (CUB) · 0-11      | kiesett                      | kiesett                        | kiesett                     | kiesett                 | 17.      |
| Alekszandr Lebzjak     | Középsúly       | Justann Crawford (AUS) · RSC        | Chris Byrd (USA) · 7-16      | kiesett                        | kiesett                     | kiesett                 | 9.       |
| Rosztiszlav Zaulicsnij | Félnehézsúly    | erőnyerő                            | Jacklord Jacobs (NGR) · 16-8 | Stephen Wilson (GBR) · 13-0    | Béres Zoltán (HUN) · RSC    | Torsten May (GER) · 3-8 |          |
| Aleksey Chudinov       | Nehézsúly       | Vidas Markevičius (LTU) · 7-3       | Paul Douglas (IRL) · 9-15    | kiesett                        | kiesett                     | kiesett                 | 9.       |
| Nikolay Kulpin         | Szupernehézsúly | erőnyerő                            | Larry Donald (USA) · RSC     | kiesett                        | kiesett                     | kiesett                 | 9.       |

RSC - a játékvezető megállította a mérkőzést

## Öttusa
| Versenyző                                                  | Versenyszám | Vívás    | Vívás | Vívás    | Úszás  | Úszás | Úszás | Lövészet | Lövészet | Lövészet | Futás   | Futás | Futás | Lovaglás | Lovaglás | Lovaglás | Összesen    | Összesen |
| Versenyző                                                  | Versenyszám | Pontszám | Pont  | Hely.    | Idő    | Pont  | Hely. | Eredmény | Pont     | Hely.    | Idő     | Pont  | Hely. | Idő      | Pont     | Hely.    | Összes pont | Helyezés |
| ---------------------------------------------------------- | ----------- | -------- | ----- | -------- | ------ | ----- | ----- | -------- | -------- | -------- | ------- | ----- | ----- | -------- | -------- | -------- | ----------- | -------- |
| Anatolij Sztarosztyin                                      | Egyéni      | 38-27    | 864   | 9.****   | 3:24,7 | 1236  | 32.   | 190      | 1120     | 9.**     | 13:36,0 | 1117  | 31.   | 1:33,1   | 1010     | 22.      | 5347        | 4.       |
| Dmitrij Szvatkovszkij                                      | Egyéni      | 34-31    | 796   | 28.***** | 3:26,2 | 1224  | 37.   | 181      | 985      | 45.*     | 13:08,6 | 1201  | 13.   | 1:40,8   | 1010     | 25.      | 5216        | 18.      |
| Eduard Zenovka                                             | Egyéni      | 36-29    | 830   | 18.****  | 3:16,6 | 1300  | 7.    | 198      | 1240     | 1.       | 12:50,0 | 1255  | 3.    | 2:44,3   | 736      | 56.      | 5361        |          |
| Anatolij Sztarosztyin Dmitrij Szvatkovszkij Eduard Zenovka | Csapat      |          | 2490  | 6.***    |        | 3760  | 4.    |          | 3345     | 2.       |         | 3573  | 2.    |          | 2756     | 8.       | 15924       |          |

* - egy másik versenyzővel azonos eredményt ért el

** - két másik versenyzővel azonos eredményt ért el

*** - három másik csapattal azonos eredményt ért el

**** - négy másik versenyzővel azonos eredményt ért el

***** - nyolc másik versenyzővel azonos eredményt ért el

## Röplabda

### Férfi
| Egyesített Csapat férfi röplabdacsapat-játékoskeret                                                                     | Egyesített Csapat férfi röplabdacsapat-játékoskeret                                                     |
| --- | --- |
| - Jurij Cserednyik - Dmitrij Fomin - Sergey Gorbunov - Yuriy Korov'ianskiy - Andrej Kuznyecov - Jevgenyij Kraszilnyikov | - Ruszlan Olihver - Konsztantyin Usakov - Igor Runov - Oleksandr Shadchyn - Oleg Satunov - Pavel Siskin |

#### Eredmények
Csoportkör
B csoport
|                         |      | Mérkőzések | Mérkőzések | Szettek | Szettek | Szettek | Pontok | Pontok | Pontok |
| Csapat                  | Pont | Gy         | V          | Sz+     | Sz–     | SzA     | P+     | P–     | PA     |
| ----------------------- | ---- | ---------- | ---------- | ------- | ------- | ------- | ------ | ------ | ------ |
| Brazília (BRA)          | 10   | 5          | 0          | 15      | 2       | 7,500   | 248    | 165    | 1,503  |
| Kuba (CUB)              | 9    | 4          | 1          | 13      | 5       | 2,600   | 231    | 180    | 1,283  |
| Egyesített Csapat (EUN) | 8    | 3          | 2          | 11      | 7       | 1,571   | 229    | 205    | 1,117  |
| Hollandia (NED)         | 7    | 2          | 3          | 8       | 9       | 0,889   | 218    | 181    | 1,204  |
| Dél-Korea (KOR)         | 6    | 1          | 4          | 3       | 12      | 0,250   | 142    | 212    | 0,670  |
| Algéria (ALG)           | 5    | 0          | 5          | 0       | 15      | 0,000   | 100    | 225    | 0,444  |

| 1992. július 26. 15:00 | Algéria (ALG)      | 0–3 | Egyesített Csapat (EUN) | Játékvezető: Peter Henry (CAN), Sun Tjan Hui (CHN) |
| 1992. július 26. 15:00 | (8–15, 7–15, 4–15) |     |                         | Játékvezető: Peter Henry (CAN), Sun Tjan Hui (CHN) |

| 1992. július 28. 17:30 | Brazília (BRA)            | 3–1 | Egyesített Csapat (EUN) | Játékvezető: Robert Clarke (USA), Yamagishi Norio (JPN) |
| 1992. július 28. 17:30 | (15–6, 15–7, 9–15, 16–14) |     |                         | Játékvezető: Robert Clarke (USA), Yamagishi Norio (JPN) |

| 1992. július 30. 21:30 | Egyesített Csapat (EUN)    | 1–3 | Kuba (CUB) | Játékvezető: Shimoyama Takashi (JPN), Juan Angel Pereyra (ARG) |
| 1992. július 30. 21:30 | (15–8, 10–15, 12–15, 5–15) |     |            | Játékvezető: Shimoyama Takashi (JPN), Juan Angel Pereyra (ARG) |

| 1992. augusztus 1. 10:30 | Dél-Korea (KOR)     | 0–3 | Egyesített Csapat (EUN) | Játékvezető: Genaro Torres (MEX), Konstantinos Margaritis (GRE) |
| 1992. augusztus 1. 10:30 | (9–15, 6–15, 11–15) |     |                         | Játékvezető: Genaro Torres (MEX), Konstantinos Margaritis (GRE) |

| 1992. augusztus 3. 13:00 | Egyesített Csapat (EUN)    | 3–1 | Hollandia (NED) | Játékvezető: Genaro Torres (MEX), Heiner Loose (GER) |
| 1992. augusztus 3. 13:00 | (8–15, 15–9, 17–16, 15–12) |     |                 | Játékvezető: Genaro Torres (MEX), Heiner Loose (GER) |

Negyeddöntő
| 1992. augusztus 5. 21:30 | Egyesült Államok (USA)      | 3–1 | Egyesített Csapat (EUN) | Játékvezető: Juan Angel Pereyra (ARG), Stoyan-Kostov Stoyanov (BUL) |
| 1992. augusztus 5. 21:30 | (12–15, 15–10, 15–4, 15–11) |     |                         | Játékvezető: Juan Angel Pereyra (ARG), Stoyan-Kostov Stoyanov (BUL) |

Az 5–8. helyért
| 1992. augusztus 6. 16:30 | Egyesített Csapat (EUN)           | 2–3 | Japán (JPN) | Játékvezető: Jose Ramon Perez (CUB), Josebel Palmeirin (BRA) |
| 1992. augusztus 6. 16:30 | (8–15, 15–9, 13–15, 15–12, 16–17) |     |             | Játékvezető: Jose Ramon Perez (CUB), Josebel Palmeirin (BRA) |

A 7. helyért
| 1992. augusztus 7. 15:00 | Spanyolország (ESP)               | 2–3 | Egyesített Csapat (EUN) | Játékvezető: Peter Scheffer (NED), Umberto Suprani (ITA) |
| 1992. augusztus 7. 15:00 | (14–16, 15–12, 8–15, 15–5, 12–15) |     |                         | Játékvezető: Peter Scheffer (NED), Umberto Suprani (ITA) |

| Csapat                  | Helyezés |
| ----------------------- | -------- |
| Egyesített Csapat (EUN) | 7.       |

### Női
| Egyesített Csapat női röplabdacsapat-játékoskeret                                                                       | Egyesített Csapat női röplabdacsapat-játékoskeret                                                                            |
| --- | --- |
| - Jevgenyija Artamonova - Jelena Csebukina - Irina Ilcsenko - Szvetlana Koritova - Galina Lebegyeva - Tatyjana Mencsova | - Natalja Morozova - Marina Nyikulina - Valentyina Ogijenk - Tatyjana Szidorenko - Jelena Tyurina - Szvetlana Vaszilevszkaja |

#### Eredmények
Csoportkör
A csoport
|                         |      | Mérkőzések | Mérkőzések | Szettek | Szettek | Szettek | Pontok | Pontok | Pontok |
| Csapat                  | Pont | Gy         | V          | Sz+     | Sz–     | SzA     | P+     | P–     | PA     |
| ----------------------- | ---- | ---------- | ---------- | ------- | ------- | ------- | ------ | ------ | ------ |
| Egyesített Csapat (EUN) | 5    | 2          | 1          | 8       | 3       | 2,667   | 158    | 101    | 1,564  |
| Egyesült Államok (USA)  | 5    | 2          | 1          | 8       | 5       | 1,600   | 171    | 153    | 1,118  |
| Japán (JPN)             | 5    | 2          | 1          | 6       | 5       | 1,200   | 146    | 127    | 1,150  |
| Spanyolország (ESP)     | 3    | 0          | 3          | 0       | 9       | 0,000   | 41     | 135    | 0,304  |

| 1992. július 29. 10:30 | Egyesített Csapat (EUN) | 3–0 | Spanyolország (ESP) | Játékvezető: Heiner Loose (GER), Jose Sanler Diaz (CUB) |
| 1992. július 29. 10:30 | (15–3, 15–0, 15–3)      |     |                     | Játékvezető: Heiner Loose (GER), Jose Sanler Diaz (CUB) |

| 1992. július 31. 19:00 | Egyesült Államok (USA)            | 3–2 | Egyesített Csapat (EUN) | Játékvezető: Sun Tjan Hui (CHN), Juan Angel Pereyra (ARG) |
| 1992. július 31. 19:00 | (9–15, 17–15, 15–12, 4–15, 15–11) |     |                         | Játékvezető: Sun Tjan Hui (CHN), Juan Angel Pereyra (ARG) |

| 1992. augusztus 2. 10:30 | Egyesített Csapat (EUN) | 3–0 | Japán (JPN) | Játékvezető: Genaro Torres (MEX), Konstantinos Margaritis (GRE) |
| 1992. augusztus 2. 10:30 | (15–13, 15–11, 15–11)   |     |             | Játékvezető: Genaro Torres (MEX), Konstantinos Margaritis (GRE) |

Elődöntő
| 1992. augusztus 6. 21:30 | Egyesített Csapat (EUN)    | 3–1 | Brazília (BRA) | Játékvezető: Shimoyama Takashi (JPN), Genaro Torres (MEX) |
| 1992. augusztus 6. 21:30 | (15–10, 13–15, 15–5, 15–5) |     |                | Játékvezető: Shimoyama Takashi (JPN), Genaro Torres (MEX) |

Döntő
| 1992. augusztus 7. 21:30 | Egyesített Csapat (EUN)      | 1–3 | Kuba (CUB) | Játékvezető: Cho Young-Ho (KOR), Laert De Souza (BRA) |
| 1992. augusztus 7. 21:30 | (14–16, 15–12, 12–15, 13–15) |     |            | Játékvezető: Cho Young-Ho (KOR), Laert De Souza (BRA) |

| Csapat                  | Helyezés |
| ----------------------- | -------- |
| Egyesített Csapat (EUN) |          |

## Sportlövészet
Férfi
| Versenyző            | Versenyszám           | Selejtező | Selejtező | Döntő   | Döntő    |
| Versenyző            | Versenyszám           | Pont      | Helyezés  | Pont    | Helyezés |
| -------------------- | --------------------- | --------- | --------- | ------- | -------- |
| Miroszlav Ihnatyuk   | Gyorstüzelő pisztoly  | 586       | 8.        | 779     | 6.       |
| Vlagyimir Vohmjanyin | Gyorstüzelő pisztoly  | 590       | 4.        | 882     |          |
| Borisz Kokorev       | Légpisztoly           | 575       | 22.***    | kiesett | kiesett  |
| Szergej Pizsjanov    | Légpisztoly           | 584       | 3.        | 684,1   |          |
| Szergej Pizsjanov    | Szabadpisztoly        | 556       | 16.**     | kiesett | kiesett  |
| Kansztancin Lukasik  | Szabadpisztoly        | 567       | 1.        | 658     |          |
| Yury Fedkin          | Légpuska              | 593       | 1.        | 695,3   |          |
| Aleksandr Zlydenny   | Légpuska              | 589       | 10.       | kiesett | kiesett  |
| Kirill Ivanov        | Sportpuska, fekvő     | 593       | 24.*      | kiesett | kiesett  |
| Kirill Ivanov        | Sportpuska, összetett | 1150      | 31.*      | kiesett | kiesett  |
| Hracsja Petikjan     | Sportpuska, összetett | 1169      | 4.        | 1267,4  |          |
| Hracsja Petikjan     | Sportpuska, fekvő     | 597       | 7.        | 699,2   | 8.       |
| Anatolij Aszrabajev  | Futócéllövészet       | 579       | 2.        | 672     |          |
| Andrej Vasziljev     | Futócéllövészet       | 576       | 4.        | 667     | 4.       |

Női
| Versenyző              | Versenyszám           | Selejtező | Selejtező | Döntő   | Döntő    |
| Versenyző              | Versenyszám           | Pont      | Helyezés  | Pont    | Helyezés |
| ---------------------- | --------------------- | --------- | --------- | ------- | -------- |
| Marina Logvinyenko     | Légpisztoly           | 387       | 2.        | 486,4   |          |
| Marina Logvinyenko     | Sportpisztoly         | 587       | 1.        | 684     |          |
| Nino Salukvadze        | Sportpisztoly         | 583       | 4.        | 676     | 5.       |
| Nino Salukvadze        | Légpisztoly           | 380       | 10.       | kiesett | kiesett  |
| Valentyina Cserkaszova | Légpuska              | 394       | 3.        | 494,6   | 5.       |
| Anna Maluhina          | Légpuska              | 391       | 11.***    | kiesett | kiesett  |
| Anna Maluhina          | Sportpuska, összetett | 573       | 21.       | kiesett | kiesett  |
| Irina Silava           | Sportpuska, összetett | 575       | 19.       | kiesett | kiesett  |

Nyílt
| Versenyző            | Versenyszám | Selejtező | Selejtező | Elődöntő | Elődöntő | Döntő   | Döntő    |
| Versenyző            | Versenyszám | Pont      | Helyezés  | Pont     | Helyezés | Pont    | Helyezés |
| -------------------- | ----------- | --------- | --------- | -------- | -------- | ------- | -------- |
| Aleksandr Asanov     | Trap        | 143       | 22.       | 188      | 21.***   | kiesett | kiesett  |
| Ivan Derevsky        | Trap        | 139       | 33.*****  | kiesett  | kiesett  | kiesett | kiesett  |
| Oleksandr Lavrinenko | Trap        | 144       | 16.       | 191      | 16.****  | kiesett | kiesett  |
| Aleksandr Cherkasov  | Skeet       | 148       | 5.        | 197      | 11.****  | kiesett | kiesett  |
| Andrei Inešin        | Skeet       | 145       | 25.****** | kiesett  | kiesett  | kiesett | kiesett  |
| Valeri Timoxin       | Skeet       | 145       | 25.****** | kiesett  | kiesett  | kiesett | kiesett  |

* - egy másik versenyzővel azonos eredményt ért el

** - két másik versenyzővel azonos eredményt ért el

*** - három másik versenyzővel azonos eredményt ért el

**** - négy másik versenyzővel azonos eredményt ért el

***** - öt másik versenyzővel azonos eredményt ért el

****** - hét másik versenyzővel azonos eredményt ért el

## Súlyemelés
| Versenyző             | Versenyszám | Szakítás | Szakítás | Lökés    | Lökés    | Összesen | Helyezés |
| Versenyző             | Versenyszám | Eredmény | Helyezés | Eredmény | Helyezés | Összesen | Helyezés |
| --------------------- | ----------- | -------- | -------- | -------- | -------- | -------- | -------- |
| Iszrajel Militoszján  | 67,5 kg     | 155,0    | 1.       | 182,5    | 1.       | 337,5    |          |
| Tudor Casapu          | 75 kg       | 155,0    | 4.       | 202,5    | 1.       | 357,5    |          |
| Ibragim Szamadov      | 82,5 kg     | kizárták | kizárták | kizárták | kizárták | kizárták | kizárták |
| Kahi Kahiasvili       | 90 kg       | 177,5    | 2.       | 235,0    | 1.       | 412,5    |          |
| Szergej Szircov       | 90 kg       | 190,0    | 1.       | 222,5    | 2.       | 412,5    |          |
| Timur Tajmazov        | 100 kg      | 185,0    | 3.       | 217,5    | 3.       | 402,5    |          |
| Viktor Tregubov       | 100 kg      | 190,0    | 1.       | 220,0    | 1.       | 410,0    |          |
| Artur Akojev          | 110 kg      | 195,0    | 1.       | 235,0    | 2.       | 430,0    |          |
| Aljakszandr Kurlovics | +110 kg     | 205,0    | 1.       | 245,0    | 1.       | 450,0    |          |
| Leanyid Taranyenka    | +110 kg     | 187,5    | 2.       | 237,5    | 2.       | 425,0    |          |

## Szinkronúszás
| Versenyző                   | Versenyszám | Selejtező           | Selejtező           | Selejtező       | Selejtező  | Selejtező  | Döntő           | Döntő      | Helyezés |
| Versenyző                   | Versenyszám | Technikai gyakorlat | Technikai gyakorlat | Zenés gyakorlat | Összesítés | Összesítés | Zenés gyakorlat | Összesítés | Helyezés |
| Versenyző                   | Versenyszám | Pont                | Hely.               | Pont            | Pont       | Hely.      | Pont            | Pont       | Helyezés |
| --------------------------- | ----------- | ------------------- | ------------------- | --------------- | ---------- | ---------- | --------------- | ---------- | -------- |
| Yelena Dolzhenko            | Egyéni      | 87,590              | 11.                 | kiesett         | kiesett    | kiesett    | kiesett         | kiesett    | kiesett  |
| Anna Kozlova                | Egyéni      | 86,540              | 14.                 | kiesett         | kiesett    | kiesett    | kiesett         | kiesett    | kiesett  |
| Olga Szedakova              | Egyéni      | 88,346              | 9.                  | 96,520          | 184,866    | 4.         | 96,760          | 185,106    | 4.       |
| Anna Kozlova Olga Szedakova | Páros       | 87,443              | 4.                  | 95,760          | 183,203    | 4.         | 96,640          | 184,083    | 4.       |

## Tenisz
Férfi
| Versenyző         | Versenyszám | 64-es főtábla                          | 32-es főtábla                               | Nyolcaddöntő                                      | Negyeddöntő                                        | Elődöntő                                     | Döntő             | Helyezés |
| Versenyző         | Versenyszám | Ellenfél Eredmény                      | Ellenfél Eredmény                           | Ellenfél Eredmény                                 | Ellenfél Eredmény                                  | Ellenfél Eredmény                            | Ellenfél Eredmény | Helyezés |
| ----------------- | ----------- | -------------------------------------- | ------------------------------------------- | ------------------------------------------------- | -------------------------------------------------- | -------------------------------------------- | ----------------- | -------- |
| Andrej Cserkaszov | Egyes       | Roger Smith (BAH) · 6-1, 6-0, 3-6, 6-1 | Goran Prpić (CRO) · 6-4, 6-7(6–8), 6-4, 6-3 | Pete Sampras (USA) · 6-7(7–9), 1-6, 7-5, 6-0, 6-3 | Jaime Oncins (BRA) · 6-1, 6-4, 6-7(3–7), 4-6, 6-2, | Jordi Arrese (ESP) · 4-6, 6-7(4–7), 6-3, 3-6 | kiesett           |          |
| Andrej Csesznokov | Egyes       | Stefan Edberg (SWE) · 6-0, 6-4, 6-4    | Renzo Furlan (ITA) · 6-7(3–7), 4-6, 4-6     | kiesett                                           | kiesett                                            | kiesett                                      | kiesett           | 17.      |

Női
| Versenyző                     | Versenyszám | 64-es főtábla                      | 32-es főtábla                                                        | Nyolcaddöntő                                              | Negyeddöntő                                                   | Elődöntő                                                                | Döntő             | Helyezés |
| Versenyző                     | Versenyszám | Ellenfél Eredmény                  | Ellenfél Eredmény                                                    | Ellenfél Eredmény                                         | Ellenfél Eredmény                                             | Ellenfél Eredmény                                                       | Ellenfél Eredmény | Helyezés |
| ----------------------------- | ----------- | ---------------------------------- | -------------------------------------------------------------------- | --------------------------------------------------------- | ------------------------------------------------------------- | ----------------------------------------------------------------------- | ----------------- | -------- |
| Eugenia Maniokova             | Egyes       | Petra Ritter (AUT) · 6-1, 7-6(7–4) | Katerina Maleeva (BUL) · 7-6(7–5), 4-6, 6-0                          | Sabine Appelmans (BEL) · 1-6, 3-6                         | kiesett                                                       | kiesett                                                                 | kiesett           | 9.       |
| Leila Meszhi                  | Egyes       | Mary Pierce (FRA) · 6-7(5–7), 5-7  | kiesett                                                              | kiesett                                                   | kiesett                                                       | kiesett                                                                 | kiesett           | 33.      |
| Natallja Zverava              | Egyes       | Jana Novotná (TCH) · 6-1, 6-0      | Samantha Smith (GBR) · 6-1, 6-2                                      | Mary Joe Fernández (USA) · 6-7(9–11), 1-6                 | kiesett                                                       | kiesett                                                                 | kiesett           | 9.       |
| Leila Meszhi Natallja Zverava | Páros       |                                    | Bulgária (BUL) · Katerina Maleeva · Magdalena Maleeva · visszaléptek | Ausztria (AUT) · Petra Ritter · Judith Wiesner · 6-1, 6-1 | Argentína (ARG) · Mercedes Paz · Patricia Tarabini · 6-2, 6-3 | Egyesült Államok (USA) · Gigi Fernández · Mary Joe Fernández · 4-6, 5-7 | kiesett           |          |

## Tollaslabda
| Versenyző       | Versenyszám | Selejtező                           | 32-es főtábla                      | Nyolcaddöntő                       | Negyeddöntő       | Elődöntő          | Döntő             | Helyezés |
| Versenyző       | Versenyszám | Ellenfél Eredmény                   | Ellenfél Eredmény                  | Ellenfél Eredmény                  | Ellenfél Eredmény | Ellenfél Eredmény | Ellenfél Eredmény | Helyezés |
| --------------- | ----------- | ----------------------------------- | ---------------------------------- | ---------------------------------- | ----------------- | ----------------- | ----------------- | -------- |
| Andrej Antropov | Férfi egyes | Kerrin Harrison (NZL) · 15-3, 15-10 | Peter Axelsson (SWE) · 15-10, 15-5 | Alan Budikusuma (INA) · 4-15, 7-15 | kiesett           | kiesett           | kiesett           | 9.       |
| Jelena Ribkina  | Női egyes   | erőnyerő                            | Bożena Bąk (POL) · 11-4, 11-4      | Anna Lao (AUS) · 11-7, 7-11, 8-11  | kiesett           | kiesett           | kiesett           | 9.       |

## Torna
Férfi
| Versenyző                                                                                               | Versenyszám      | Selejtező | Selejtező | Döntő    | Döntő    |
| Versenyző                                                                                               | Versenyszám      | Pontszám  | Helyezés  | Pontszám | Helyezés |
| --- | ---------------- | --------- | --------- | -------- | -------- |
| Valeri Belenki                                                                                          | Talaj            | 19,675    | 3.        | kiesett  | kiesett  |
| Valeri Belenki                                                                                          | Ugrás            | 19,400    | 4.        | kiesett  | kiesett  |
| Valeri Belenki                                                                                          | Korlát           | 19,575    | 3.        | kiesett  | kiesett  |
| Valeri Belenki                                                                                          | Nyújtó           | 19,525    | 4.        | 9,787    | 5.**     |
| Valeri Belenki                                                                                          | Gyűrű            | 19,675    | 3.        | 9,825    | 5.       |
| Valeri Belenki                                                                                          | Lólengés         | 19,650    | 1.        | 9,250    | 7.*      |
| Valeri Belenki                                                                                          | Egyéni összetett | 117,500   | 2.        | 58,625   |          |
| Ihor Korobcsinszkij                                                                                     | Talaj            | 19,500    | 4.        | kiesett  | kiesett  |
| Ihor Korobcsinszkij                                                                                     | Ugrás            | 19,300    | 6.        | kiesett  | kiesett  |
| Ihor Korobcsinszkij                                                                                     | Korlát           | 19,600    | 2.        | 9,800    | **       |
| Ihor Korobcsinszkij                                                                                     | Nyújtó           | 19,150    | 35.       | kiesett  | kiesett  |
| Ihor Korobcsinszkij                                                                                     | Gyűrű            | 19,475    | 12.       | kiesett  | kiesett  |
| Ihor Korobcsinszkij                                                                                     | Lólengés         | 19,475    | 5.        | kiesett  | kiesett  |
| Ihor Korobcsinszkij                                                                                     | Egyéni összetett | 116,500   | 5.        | kiesett  | kiesett  |
| Hrihorij Miszjutyin                                                                                     | Talaj            | 19,700    | 2.        | 9,787    | *        |
| Hrihorij Miszjutyin                                                                                     | Ugrás            | 19,575    | 1.        | 9,781    |          |
| Hrihorij Miszjutyin                                                                                     | Korlát           | 19,550    | 4.        | kiesett  | kiesett  |
| Hrihorij Miszjutyin                                                                                     | Nyújtó           | 19,700    | 1.        | 9,837    | *        |
| Hrihorij Miszjutyin                                                                                     | Gyűrű            | 19,650    | 5.        | kiesett  | kiesett  |
| Hrihorij Miszjutyin                                                                                     | Lólengés         | 18,800    | 51.       | kiesett  | kiesett  |
| Hrihorij Miszjutyin                                                                                     | Egyéni összetett | 116,975   | 3.        | 58,925   |          |
| Rusztam Saripov                                                                                         | Talaj            | 19,475    | 6.        | kiesett  | kiesett  |
| Rusztam Saripov                                                                                         | Ugrás            | 19,350    | 5.        | kiesett  | kiesett  |
| Rusztam Saripov                                                                                         | Korlát           | 19,175    | 20.       | kiesett  | kiesett  |
| Rusztam Saripov                                                                                         | Nyújtó           | 19,175    | 31.       | kiesett  | kiesett  |
| Rusztam Saripov                                                                                         | Gyűrű            | 19,350    | 21.       | kiesett  | kiesett  |
| Rusztam Saripov                                                                                         | Lólengés         | 18,425    | 75.       | kiesett  | kiesett  |
| Rusztam Saripov                                                                                         | Egyéni összetett | 114,950   | 22.*      | kiesett  | kiesett  |
| Vital Scserba                                                                                           | Talaj            | 19,800    | 1.        | 9,712    | 6.       |
| Vital Scserba                                                                                           | Ugrás            | 19,525    | 2.        | 9,856    |          |
| Vital Scserba                                                                                           | Korlát           | 19,725    | 1.        | 9,900    |          |
| Vital Scserba                                                                                           | Nyújtó           | 19,375    | 11.       | kiesett  | kiesett  |
| Vital Scserba                                                                                           | Gyűrű            | 19,800    | 1.        | 9,937    |          |
| Vital Scserba                                                                                           | Lólengés         | 19,650    | 1.        | 9,925    | *        |
| Vital Scserba                                                                                           | Egyéni összetett | 117,875   | 1.        | 59,025   |          |
| Alekszej Voropajev                                                                                      | Talaj            | 19,400    | 12.       | kiesett  | kiesett  |
| Alekszej Voropajev                                                                                      | Ugrás            | 18,650    | 70.       | kiesett  | kiesett  |
| Alekszej Voropajev                                                                                      | Korlát           | 19,350    | 9.        | kiesett  | kiesett  |
| Alekszej Voropajev                                                                                      | Nyújtó           | 19,225    | 23.       | kiesett  | kiesett  |
| Alekszej Voropajev                                                                                      | Gyűrű            | 19,450    | 13.       | kiesett  | kiesett  |
| Alekszej Voropajev                                                                                      | Lólengés         | 19,050    | 26.       | kiesett  | kiesett  |
| Alekszej Voropajev                                                                                      | Egyéni összetett | 115,125   | 16.       | kiesett  | kiesett  |
| Valeri Belenki Ihor Korobcsinszkij Hrihorij Miszjutyin Rusztam Saripov Vital Scserba Alekszej Voropajev | Csapat összetett |           |           | 585,450  |          |

Női
| Versenyző                                                                                                  | Versenyszám      | Selejtező | Selejtező | Döntő        | Döntő        |
| Versenyző                                                                                                  | Versenyszám      | Pontszám  | Helyezés  | Pontszám     | Helyezés     |
| --- | ---------------- | --------- | --------- | ------------ | ------------ |
| Szvjatlana Bahinszkaja                                                                                     | Talaj            | 19,900    | 1.        | visszalépett | visszalépett |
| Szvjatlana Bahinszkaja                                                                                     | Ugrás            | 19,800    | 8.        | 9,899        | 4.           |
| Szvjatlana Bahinszkaja                                                                                     | Felemás korlát   | 19,787    | 10.       | kiesett      | kiesett      |
| Szvjatlana Bahinszkaja                                                                                     | Gerenda          | 19,800    | 2.        | 9,862        | 5.           |
| Szvjatlana Bahinszkaja                                                                                     | Egyéni összetett | 79,287    | 2.        | 39,673       | 5.           |
| Oksana Chusovitina                                                                                         | Talaj            | 19,837    | 7.        | 9,812        | 7.           |
| Oksana Chusovitina                                                                                         | Ugrás            | 19,750    | 14.       | kiesett      | kiesett      |
| Oksana Chusovitina                                                                                         | Felemás korlát   | 18,849    | 77.       | kiesett      | kiesett      |
| Oksana Chusovitina                                                                                         | Gerenda          | 19,675    | 10.       | kiesett      | kiesett      |
| Oksana Chusovitina                                                                                         | Egyéni összetett | 78,111    | 30.       | kiesett      | kiesett      |
| Rozalija Galijeva                                                                                          | Talaj            | 19,774    | 10.       | kiesett      | kiesett      |
| Rozalija Galijeva                                                                                          | Ugrás            | 19,699    | 20.       | kiesett      | kiesett      |
| Rozalija Galijeva                                                                                          | Felemás korlát   | 19,750    | 14.       | kiesett      | kiesett      |
| Rozalija Galijeva                                                                                          | Gerenda          | 19,662    | 11.       | kiesett      | kiesett      |
| Rozalija Galijeva                                                                                          | Egyéni összetett | 78,885    | 8.        | kiesett      | kiesett      |
| Jelena Grudnyeva                                                                                           | Talaj            | 19,337    | 43.       | kiesett      | kiesett      |
| Jelena Grudnyeva                                                                                           | Ugrás            | 19,637    | 24.       | kiesett      | kiesett      |
| Jelena Grudnyeva                                                                                           | Felemás korlát   | 19,750    | 14.       | kiesett      | kiesett      |
| Jelena Grudnyeva                                                                                           | Gerenda          | 19,687    | 9.        | kiesett      | kiesett      |
| Jelena Grudnyeva                                                                                           | Egyéni összetett | 78,411    | 22.       | kiesett      | kiesett      |
| Tetyana Hucu                                                                                               | Talaj            | 19,850    | 5.        | 9,912        | **           |
| Tetyana Hucu                                                                                               | Ugrás            | 19,787    | 9.        | kiesett      | kiesett      |
| Tetyana Hucu                                                                                               | Felemás korlát   | 19,899    | 1.        | 9,975        |              |
| Tetyana Hucu                                                                                               | Gerenda          | 19,312    | 37.       | kiesett      | kiesett      |
| Tetyana Hucu                                                                                               | Egyéni összetett | 78,848    | 9.        | 39,737       |              |
| Tetyana Liszenko                                                                                           | Talaj            | 19,737    | 12.       | kiesett      | kiesett      |
| Tetyana Liszenko                                                                                           | Ugrás            | 19,824    | 5.        | 9,912        |              |
| Tetyana Liszenko                                                                                           | Felemás korlát   | 19,774    | 13.       | kiesett      | kiesett      |
| Tetyana Liszenko                                                                                           | Gerenda          | 19,787    | 3.        | 9,975        |              |
| Tetyana Liszenko                                                                                           | Egyéni összetett | 79,122    | 5.        | 39,537       | 7.           |
| Szvjatlana Bahinszkaja Oksana Chusovitina Rozalija Galijeva Jelena Grudnyeva Tetyana Hucu Tetyana Liszenko | Csapat összetett |           |           | 395,666      |              |

* - egy másik versenyzővel azonos eredményt ért el

** - két másik versenyzővel azonos eredményt ért el

### Ritmikus gimnasztika
| Versenyző             | Versenyszám | Selejtező | Selejtező | Selejtező | Selejtező | Selejtező | Selejtező | Selejtező | Selejtező | Selejtező | Selejtező | Döntő  | Döntő  | Döntő | Döntő | Döntő    | Döntő    | Döntő | Döntő | Döntő    | Döntő    | Helyezés |
| Versenyző             | Versenyszám | Karika    | Karika    | Kötél     | Kötél     | Buzogány  | Buzogány  | Labda     | Labda     | Összesen  | Összesen  | Karika | Karika | Kötél | Kötél | Buzogány | Buzogány | Labda | Labda | Összesen | Összesen | Helyezés |
| Versenyző             | Versenyszám | Pont      | Hely.     | Pont      | Hely.     | Pont      | Hely.     | Pont      | Hely.     | Pont      | Hely.     | Pont   | Hely.  | Pont  | Hely. | Pont     | Hely.    | Pont  | Hely. | Pont     | Hely.    | Helyezés |
| --------------------- | ----------- | --------- | --------- | --------- | --------- | --------- | --------- | --------- | --------- | --------- | --------- | ------ | ------ | ----- | ----- | -------- | -------- | ----- | ----- | -------- | -------- | -------- |
| Okszana Szkalgyina    | Egyéni      | 9,725     | 1.*       | 9,600     | 2.*       | 9,475     | 4.        | 9,725     | 1.        | 38,525    | 2.        | 9,725  | 2.     | 9,525 | 6.    | 9,750    | 3.       | 9,650 | 3.    | 57,912   | 3.       |          |
| Olekszandra Timosenko | Egyéni      | 9,725     | 1.*       | 9,800     | 1.        | 9,800     | 1.        | 9,650     | 2.        | 38,975    | 1.        | 9,950  | 1.     | 9,950 | 1.    | 9,950    | 1.       | 9,700 | 2.    | 59,037   | 1.       |          |

* - egy másik versenyzővel azonos eredményt ért el

## Úszás
Férfi
| Versenyző | Versenyszám            | Előfutam | Előfutam | Előfutam | Döntő   | Döntő    | Döntő   | Helyezés |
| Versenyző | Versenyszám            | Idő      | Hely.    | Össz.    | Típus   | Idő      | Hely.   | Helyezés |
| --- | ---------------------- | -------- | -------- | -------- | ------- | -------- | ------- | -------- |
| Alekszandr Popov | 50 m gyors             | 22,21    | 1.       | 1.       | A       | 21,91    | 1.      |          |
| Alekszandr Popov | 100 m gyors            | 49,29    | 1.       | 1.       | A       | 49,02    | 1.      |          |
| Gennagyij Prigoda | 100 m gyors            | 50,00    | 4.       | 6.*      | A       | 50,25    | 8.      | 8.       |
| Gennagyij Prigoda | 50 m gyors             | 22,57    | 2.       | 4.       | A       | 22,54    | 7.      | 7.       |
| Vlagyimir Pisnyenko | 200 m gyors            | 1:47,94  | 1.       | 3.       | A       | 1:48,32  | 5.      | 5.       |
| Jevgenyij Szadovij | 200 m gyors            | 1:46,74  | 1.       | 1.       | A       | 1:46,70  | 1.      |          |
| Jevgenyij Szadovij | 400 m gyors            | 3:49,37  | 1.       | 2.       | A       | 3:45,00  | 1.      |          |
| Alekszej Kudrjavcev | 400 m gyors            | 3:57,07  | 2.       | 22.      | kiesett | kiesett  | kiesett | kiesett  |
| Viktor Andreyev | 1500 m gyors           | 15:21,43 | 2.       | 8.       | A       | 15:33,94 | 8.      | 8.       |
| Vlagyimir Szelkov | 100 m hát              | 55,72    | 2.       | 5.       | A       | 55,49    | 5.      | 5.       |
| Vlagyimir Szelkov | 200 m hát              | 1:59,81  | 1.       | 5.       | A       | 1:58,87  | 2.      |          |
| Vaszilij Ivanov | 100 m mell             | 1:01,91  | 2.       | 5.       | A       | 1:01,87  | 5.      | 5.       |
| Dmitrij Volkov | 100 m mell             | 1:01,74  | 1.       | 1.       | A       | 1:02,07  | 6.      | 6.       |
| Alekszandr Szavickij                                                                                                   | 200 m mell             | 2:24,58  | 8.       | 38.      | kiesett | kiesett  | kiesett | kiesett  |
| Alekszandr Szavickij                                                                                                   | 200 m vegyes           | 2:05,09  | 1.       | 19.      | kiesett | kiesett  | kiesett | kiesett  |
| Serghei Mariniuc | 200 m vegyes           | 2:04,23  | 5.       | 14.      | B       | 2:03,72  | 2.      | 10.      |
| Serghei Mariniuc | 400 m vegyes           | 4:19,05  | 3.       | 4.       | A       | 4:22,93  | 7.      | 7.       |
| Pavlo Hnikin | 100 m pillangó         | 54,02    | 2.       | 5.       | A       | 53,81    | 4.      | 4.       |
| Vlagyiszlav Kulikov | 100 m pillangó         | 54,23    | 3.       | 7.       | A       | 54,26    | 8.      | 8.       |
| Gyenyisz Pankratov | 200 m pillangó         | 1:59,00  | 2.       | 5.       | A       | 1:58,98  | 6.      | 6.       |
| Pavlo Hnikin Gennagyij Prigoda Iurie Başcatov Alekszandr Popov Vlagyimir Pisnyenko Venyiamin Tajanovics                | 4 × 100 m gyorsváltó   | 3:17,48  | 1.       | 1.       | A       | 3:17,56  | 2.      |          |
| Dmitrij Lepikov Vlagyimir Pisnyenko Venyiamin Tajanovics Jevgenyij Szadovij Alekszej Kudrjavcev Jurij Muhin            | 4 × 200 m gyorsváltó   | 7:17,65  | 1.       | 1.       | A       | 7:11,95  | 1.      |          |
| Vlagyimir Szelkov Vaszilij Ivanov Pavlo Hnikin Alekszandr Popov Vlagyiszlav Kulikov Dmitrij Volkov Vlagyimir Pisnyenko | 4 × 100 m vegyes váltó | 3:42,22  | 2.       | 2.       | A       | 3:38,56  | 2.      |          |

Női
| Versenyző                                                                                         | Versenyszám            | Előfutam | Előfutam | Előfutam | Döntő   | Döntő        | Döntő        | Helyezés     |
| Versenyző                                                                                         | Versenyszám            | Idő      | Hely.    | Össz.    | Típus   | Idő          | Hely.        | Helyezés     |
| ------------------------------------------------------------------------------------------------- | ---------------------- | -------- | -------- | -------- | ------- | ------------ | ------------ | ------------ |
| Natalja Mescserjakova                                                                             | 50 m gyors             | 25,89    | 4.       | 8.       | A       | 25,47        | 6.           | 6.           |
| Jevgenyija Jermakova                                                                              | 50 m gyors             | 26,45    | 5.       | 16.      | B       | 26,49        | 6.           | 14.          |
| Jevgenyija Jermakova                                                                              | 100 m gyors            | 56,67    | 6.       | 14.*     | B       | 56,66        | 6.           | 14.          |
| Jelena Csubina                                                                                    | 100 m gyors            | 56,31    | 5.       | 10.      | B       | 56,19        | 3.           | 11.          |
| Olha Kiricsenko                                                                                   | 100 m pillangó         | 1:01,78  | 6.       | 16.*     | B       | visszalépett | visszalépett | visszalépett |
| Olha Kiricsenko                                                                                   | 200 m gyors            | 2:00,67  | 2.       | 6.*      | A       | 2:00,90      | 7.           | 7.           |
| Jelena Gyengyeberova                                                                              | 200 m gyors            | 2:01,28  | 4.       | 11.      | B       | 2:00,09      | 1.           | 9.           |
| Jelena Gyengyeberova                                                                              | 200 m vegyes           | 2:17,13  | 3.       | 7.       | A       | 2:15,47      | 4.           | 4.           |
| Nataliya Shybaieva                                                                                | 100 m hát              | 1:05,08  | 8.       | 26.      | kiesett | kiesett      | kiesett      | kiesett      |
| Nataliya Shybaieva                                                                                | 200 m hát              | 2:20,52  | 8.       | 33.      | kiesett | kiesett      | kiesett      | kiesett      |
| Nyina Zsivanyevszkaja                                                                             | 200 m hát              | 2:14,34  | 5.       | 10.*     | B       | 2:17,61      | 6.           | 14.          |
| Nyina Zsivanyevszkaja                                                                             | 100 m hát              | 1:02,25  | 1.       | 4.       | A       | 1:02,36      | 7.           | 7.           |
| Jelena Rudkovszkaja                                                                               | 100 m mell             | 1:08,75  | 1.       | 1.       | A       | 1:08,00      | 1.           |              |
| Jelena Rudkovszkaja                                                                               | 200 m mell             | 2:28,24  | 1.       | 3.       | A       | 2:28,47      | 4.           | 4.           |
| Jelena Volkova                                                                                    | 200 m mell             | 2:32,39  | 4.       | 14.      | B       | 2:37,65      | 8.           | 16.          |
| Jelena Volkova                                                                                    | 100 m mell             | 1:12,46  | 6.       | 20.      | kiesett | kiesett      | kiesett      | kiesett      |
| Nataliya Yakovleva                                                                                | 100 m pillangó         | 1:03,18  | 8.       | 29.*     | kiesett | kiesett      | kiesett      | kiesett      |
| Nataliya Yakovleva                                                                                | 200 m pillangó         | 2:19,02  | 8.       | 22.      | kiesett | kiesett      | kiesett      | kiesett      |
| Natalja Mescserjakova Szvetlana Lesukova Jelena Gyengyeberova Jelena Csubina Jevgenyija Jermakova | 4 × 100 m gyorsváltó   | 3:45,06  | 3.       | 5.       | A       | 3:43,68      | 4.           | 4.           |
| Nyina Zsivanyevszkaja Jelena Rudkovszkaja Olha Kiricsenko Natalja Mescserjakova Jelena Csubina    | 4 × 100 m vegyes váltó | 4:10,37  | 1.       | 1.       | A       | 4:06,44      | 3.           |              |

* - egy másik versenyzővel azonos időt ért el

## Vitorlázás
Férfi
| Versenyző                            | Versenyszám    | Futam | Futam | Futam | Futam | Futam | Futam  | Futam | Pontszám | Helyezés |
| Versenyző                            | Versenyszám    | 1     | 2     | 3     | 4     | 5     | 6      | 7     | Pontszám | Helyezés |
| ------------------------------------ | -------------- | ----- | ----- | ----- | ----- | ----- | ------ | ----- | -------- | -------- |
| Oleg Hopjorszkij                     | Finn dingi     | 21,0  | 8,0   | 23,0  | 17,0  | 14,0  | (27,0) | 25,0  | 108,0    | 16.      |
| Dmitrij Berezkin Jevgenyij Burmatnov | 470-es osztály | 10,0  | 28,0  | 35,0  | 22,0  | 35,0  | (44,0) | 32,0  | 162,0    | 28.      |

Női
| Versenyző                           | Versenyszám    | Futam | Futam  | Futam | Futam | Futam | Futam | Futam | Pontszám | Helyezés |
| Versenyző                           | Versenyszám    | 1     | 2      | 3     | 4     | 5     | 6     | 7     | Pontszám | Helyezés |
| ----------------------------------- | -------------- | ----- | ------ | ----- | ----- | ----- | ----- | ----- | -------- | -------- |
| Larisza Moszkalenko Olena Paholcsik | 470-es osztály | 3,0   | (20,0) | 8,0   | 8,0   | 13,0  | 3,0   | 8,0   | 43,0     | 4.       |

Nyílt
| Versenyző                            | Versenyszám     | Futam | Futam | Futam  | Futam   | Futam | Futam  | Futam | Pontszám | Helyezés |
| Versenyző                            | Versenyszám     | 1     | 2     | 3      | 4       | 5     | 6      | 7     | Pontszám | Helyezés |
| ------------------------------------ | --------------- | ----- | ----- | ------ | ------- | ----- | ------ | ----- | -------- | -------- |
| Guram Biganishvili Vladimer Gruzdevi | Csillaghajó     | 30,0  | 25,0  | (33,0) | 21,0    | 8,0   | 10,0   | 11,7  | 105,7    | 13.      |
| Jurij Konovalov Szjarhej Kravcov     | Tornádó         | 14,0  | 10,0  | 14,0   | 16,0    | 10,0  | (21,0) | 19,0  | 83,0     | 9.       |
| Viktar Budancev Georgij Sajduko      | Repülő hollandi | 27,0  | 8,0   | 8,0    | (30,0*) | 28,0  | 15,0   | 11,7  | 97,7     | 11.      |

| Versenyző                                             | Versenyszám | Előfutam | Előfutam | Előfutam | Előfutam | Előfutam | Előfutam | Előfutam | Előfutam | Csoportkör | Csoportkör | Csoportkör | Csoportkör | Csoportkör | Csoportkör | Csoportkör | Kieséses szakasz | Kieséses szakasz | Helyezés |
| Versenyző                                             | Versenyszám | 1        | 2        | 3        | 4        | 5        | 6        | Pont     | Hely.    |            |            |            |            |            | Pont       | Hely.      | Elődöntő         | Döntő            | Helyezés |
| ----------------------------------------------------- | ----------- | -------- | -------- | -------- | -------- | -------- | -------- | -------- | -------- | ---------- | ---------- | ---------- | ---------- | ---------- | ---------- | ---------- | ---------------- | ---------------- | -------- |
| Szerhij Hajndrava Volodimir Korotkov Szerhij Picsuhin | Soling      | 16,0     | 20,0     | (31,0)   | 16,0     | 25,0     | 0,0      | 77,0     | 9.       | kiesett    | kiesett    | kiesett    | kiesett    | kiesett    | kiesett    | kiesett    | kiesett          | kiesett          | 9.       |

* - kizárták

## Vívás
Férfi
| Versenyző                                                                                   | Versenyszám       | Csoportkör | Csoportkör | Selejtező                                   | 32-es főtábla                               | Egyenes ág a negyeddöntőért             | Egyenes ág a negyeddöntőért                | Vigaszág a negyeddöntőért     | Vigaszág a negyeddöntőért                 | Vigaszág a negyeddöntőért                     | Vigaszág a negyeddöntőért                     | Negyeddöntő                           | Elődöntő                                | Döntő                                     | Helyezés |
| Versenyző                                                                                   | Versenyszám       | Csoportkör | Csoportkör | Selejtező                                   | 32-es főtábla                               | 1. kör                                  | 2. kör                                     | 1. kör                        | 2. kör                                    | 3. kör                                        | 4. kör                                        | Negyeddöntő                           | Elődöntő                                | Döntő                                     | Helyezés |
| Versenyző                                                                                   | Versenyszám       | Ellenfél Eredmény | Hely.      | Ellenfél Eredmény                           | Ellenfél Eredmény                           | Ellenfél Eredmény                       | Ellenfél Eredmény                          | Ellenfél Eredmény             | Ellenfél Eredmény                         | Ellenfél Eredmény                             | Ellenfél Eredmény                             | Ellenfél Eredmény                     | Ellenfél Eredmény                       | Ellenfél Eredmény                         | Helyezés |
| ------------------------------------------------------------------------------------------- | ----------------- | --- | ---------- | ------------------------------------------- | ------------------------------------------- | --------------------------------------- | ------------------------------------------ | ----------------------------- | ----------------------------------------- | --------------------------------------------- | --------------------------------------------- | ------------------------------------- | --------------------------------------- | ----------------------------------------- | -------- |
| Vjacseszlav Grigorjev                                                                       | Tőr, egyéni       | 1. csoport · Je Csung (Ye Chong) (CHN) · 1-5 · Thorsten Weidner (GER) · 1-5 · Michael Marx (USA) · 5-3 · Kim Jongho (KOR) · 5-1 · Walter Torres (PHI) · 5-4 · Tan Kim Huat (SIN) · 5-1                  | 3.         | Vang Li-hung (Wang Lihong) (CHN) · 5-2, 5-1 | Jonathan Davis (GBR) · 5-1, 5-1             | Philippe Omnès (FRA) · 2-5, 5-2, 2-5    |                                            |                               | Je Csung (Ye Chong) (CHN) · 0-5, 5-3, 0-5 | kiesett                                       | kiesett                                       | kiesett                               | kiesett                                 | kiesett                                   | 20.      |
| Szerhij Holubickij                                                                          | Tőr, egyéni       | 5. csoport · Patrick Groc (FRA) · 5-2 · Yu Bong-Hyeong (KOR) · 5-1 · Ola Kajbjer (SWE) · 5-2 · William Gosbee (GBR) · 5-1 · Alberto González (ARG) · 4-5                                                | 1.         | erőnyerő                                    | Yu Bong-Hyeong (KOR) · 2-5, 6-4, 5-0        | Marian Sypniewski (POL) · 3-5, 5-2, 3-5 |                                            |                               | Oscar García Pérez (CUB) · 6-5, 5-0       | Piotr Kiełpikowski (POL) · 5-3, 5-2           | Ola Kajbjer (SWE) · 5-1, 6-5                  | Guillermo Betancourt (CUB) · 5-2, 5-0 | Elvis Gregory (CUB) · 3-5, 5-2, 5-1     | Philippe Omnès (FRA) · 5-6, 5-3, 2-5      |          |
| Dmitrij Sevcsenko                                                                           | Tőr, egyéni       | 2. csoport · Marian Sypniewski (POL) · 5-3 · Kiss Róbert (HUN) · 5-0 · Vang Li-hung (Wang Lihong) (CHN) · 5-4 · Zaddick Longenbach (USA) · 5-1 · Kim Seung-Pyo (KOR) · 5-1 · José Guimarães (POR) · 5-2 | 1.         | erőnyerő                                    | Vang Haj-pin (Wang Haibin) (CHN) · 5-3, 5-1 | Mauro Numa (ITA) · 2-5, 5-1, 0-5        |                                            |                               | William Gosbee (GBR) · 5-0, 5-6, 5-2      | Anatol Richter (AUT) · 4-6, 5-6               | kiesett                                       | kiesett                               | kiesett                                 | kiesett                                   | 13.      |
| Pavel Kolobkov                                                                              | Párbajtőr, egyéni | 10. csoport · Thomas Lundblad (SWE) · 5-3 · Arnd Schmitt (GER) · 5-5 · Viktor Zuikov (EST) · 5-3 · Rafael di Tella (ARG) · 5-0 · Rui Frazão (POR) · 5-4 · Wong Liang Hun (SIN) · 2-5                    | 1.         | Manuel Pereira (ESP) · 5-1, 5-6, 5-1        | Sławomir Nawrocki (POL) · 4-'6, 5-2, 5-2    | Jiří Douba (TCH) · 5-2, 6-5             | Robert Felisiak (GER) · 5-2, 5-3           |                               |                                           |                                               |                                               | Angelo Mazzoni (ITA) · 0-5, 5-0, 5-2  | Jean-Michel Henry (FRA) · 5-3, 2-5, 6-5 | Éric Srecki (FRA) · 5-6, 2-5              |          |
| Szerhij Kravcsuk                                                                            | Párbajtőr, egyéni | 2. csoport · Éric Srecki (FRA) · 5-5 · Jiří Douba (TCH) · 5-4 · Stephen Paul (GBR) · 5-1 · Christopher O'Loughlin (USA) · 5-4 · Lucas Zakaria (INA) · 5-4 · Roberto Lazzarini (BRA) · 2-5               | 2.         | Viktor Zuikov (EST) · 6-5, 6-4              | Kovács Iván (HUN) · 0-5, 3-5                |                                         |                                            | Sandro Cuomo (ITA) · 5-2, 5-3 | Olivier Lenglet (FRA) · 5-3, 5-6, 6-4     | Maurizio Randazzo (ITA) · 5-2, 5-6, 5-1       | Mauricio Rivas (COL) · 2-5, 4-6               | kiesett                               | kiesett                                 | kiesett                                   | 12.      |
| Andrej Suvalov                                                                              | Párbajtőr, egyéni | 3. csoport · Vánky Péter (SWE) · 4-5 · Maciej Ciszewski (POL) · 5-2 · Mohammed el-Hamar (KUW) · 5-1 · Cornel Milan (ROU) · 5-3 · Luciano Finardi (BRA) · 5-2 · Raúl Maroto (ESP) · 2-5                  | 2.         | Tanabe Norikazu (JPN) · 5-0, 6-4            | Maurizio Randazzo (ITA) · 6-5, 5-1          | Elmar Borrmann (GER) · 5-6, 5-6         |                                            |                               | Bogdan Nowosielski (CAN) · 5-1, 5-1       | Aleš Depta (TCH) · 5-1, 5-2                   | Éric Srecki (FRA) · 3-5, 2-5                  | kiesett                               | kiesett                                 | kiesett                                   | 11.      |
| Grigorij Kirijenko                                                                          | Kard, egyéni      | 6. csoport · Nébald György (HUN) · 0-5 · Marco Marin (ITA) · 5-4 · Cseng Csao-kang (Zheng Zhaokang) (CHN) · 5-4 · Dario Torrente (RSA) · 5-2 · Hasimoto Hirosi (JPN) · 5-1 · Raúl Peinador (ESP) · 4-5  | 3.         | erőnyerő                                    | Janusz Olech (POL) · 4-6, 5-2, 6-4          | Jörg Kempenich (GER) · 5-3, 1-5, 5-1    | Jean-François Lamour (FRA) · 2-5, 6-5, 3-5 |                               |                                           |                                               | Robert Kościelniakowski (POL) · 5-3, 5-6, 2-5 | kiesett                               | kiesett                                 | kiesett                                   | 10.      |
| Heorhij Pohoszov                                                                            | Kard, egyéni      | 7. csoport · Franck Ducheix (FRA) · 2-5 · Zíszisz Bambanászisz (GRE) · 3-5 · Giovanni Scalzo (ITA) · 5-4 · Anthony Plourde (CAN) · 5-3 · Heinrich van Garderen (RSA) · 5-1 · Michael Lofton (USA) · 4-5 | 4.         | erőnyerő                                    | Ferdinando Meglio (ITA) · 1-5, 1-5          |                                         |                                            | Vilmoş Szabo (ROU) · 5-3, 6-5 | Marco Marin (ITA) · 0-5, 5-2 4-6          | kiesett                                       | kiesett                                       | kiesett                               | kiesett                                 | kiesett                                   | 20.      |
| Alekszandr Sirsov                                                                           | Kard, egyéni      | 4. csoport · Antonio García (ESP) · 5-2 · Gary Fletcher (GBR) · 5-1 · Robert Cottingham (USA) · 5-0 · Luís Silva (POR) · 5-2 · Köves Csaba (HUN) · 4-5                                                  | 1.         | erőnyerő                                    | Daniel Grigore (ROU) · 6-5, 5-2             | Köves Csaba (HUN) · 4-6, 2-5            |                                            |                               | Robert Cottingham (USA) · 2-5, 5-1, 5-3   | Jean-Phillippe Daurelle (FRA) · 4-6, 6-5, 4-6 | kiesett                                       | kiesett                               | kiesett                                 | kiesett                                   | 13.      |
| Vjacseszlav Grigorjev Szerhij Holubickij Anvar Ibragimov İlqar Məmmədov Dmitrij Sevcsenko   | Tőr, csapat       | 3. csoport · Franciaország (FRA) · 8-6 · Spanyolország (ESP) · 9-0 | 1.         |                                             |                                             |                                         |                                            |                               |                                           |                                               |                                               | Lengyelország (POL) · 8-8             | 5–8. helyért · Dél-Korea (KOR) · 9-3    | 5. helyért · Olaszország (ITA) · 9-5      | 5.       |
| Pavel Kolobkov Szergej Kosztarev Szerhij Kravcsuk Andrej Suvalov Valerij Zaharevics         | Párbajtőr, csapat | 2. csoport · Spanyolország (ESP) · 9-4 · Csehszlovákia (TCH) · 9-5 | 1.         |                                             |                                             |                                         |                                            |                               |                                           |                                               |                                               | Svédország (SWE) · 9-1                | Németország (GER) · 7-8                 | Bronzmérkőzés · Franciaország (FRA) · 8-8 |          |
| Vadim Hutcajt Grigorij Kirijenko Heorhij Pohoszov Sztanyiszlav Pozdnyakov Alekszandr Sirsov | Kard, csapat      | 3. csoport · Magyarország (HUN) · 9-6 · Kanada (CAN) · 9-4 | 1.         |                                             |                                             |                                         |                                            |                               |                                           |                                               |                                               | Lengyelország (POL) · 9-2             | Románia (ROU) · 9-6                     | Magyarország (HUN) · 9-5                  |          |

Női
| Versenyző                                                                         | Versenyszám | Csoportkör | Csoportkör | Selejtező         | 32-es főtábla                            | Egyenes ág a negyeddöntőért                      | Egyenes ág a negyeddöntőért         | Vigaszág a negyeddöntőért                      | Vigaszág a negyeddöntőért     | Vigaszág a negyeddöntőért                   | Vigaszág a negyeddöntőért                   | Negyeddöntő                            | Elődöntő                                | Döntő                                                  | Helyezés |
| Versenyző                                                                         | Versenyszám | Csoportkör | Csoportkör | Selejtező         | 32-es főtábla                            | 1. kör                                           | 2. kör                              | 1. kör                                         | 2. kör                        | 3. kör                                      | 4. kör                                      | Negyeddöntő                            | Elődöntő                                | Döntő                                                  | Helyezés |
| Versenyző                                                                         | Versenyszám | Ellenfél Eredmény | Hely.      | Ellenfél Eredmény | Ellenfél Eredmény                        | Ellenfél Eredmény                                | Ellenfél Eredmény                   | Ellenfél Eredmény                              | Ellenfél Eredmény             | Ellenfél Eredmény                           | Ellenfél Eredmény                           | Ellenfél Eredmény                      | Ellenfél Eredmény                       | Ellenfél Eredmény                                      | Helyezés |
| --------------------------------------------------------------------------------- | ----------- | --- | ---------- | ----------------- | ---------------------------------------- | ------------------------------------------------ | ----------------------------------- | ---------------------------------------------- | ----------------------------- | ------------------------------------------- | ------------------------------------------- | -------------------------------------- | --------------------------------------- | ------------------------------------------------------ | -------- |
| Jelena Glikina                                                                    | Tőr, egyéni | 3. csoport · Claudia Grigorescu (ROU) · 5-2 · Sabine Bau (GER) · 5-3 · Kim Dzsinszun (KOR) · 5-3 · Molly Sullivan (USA) · 5-1 · Barbara Wolnicka (POL) · 4-5                                                                                   | 1.         | erőnyerő          | Laurence Modaine (FRA) · 4-6, 2-5        |                                                  |                                     | Lydia Czuckermann-Hatuel (ISR) · 5-6, 5-1, 3-5 | kiesett                       | kiesett                                     | kiesett                                     | kiesett                                | kiesett                                 | kiesett                                                | 25.      |
| Tatyjana Szadovszkaja                                                             | Tőr, egyéni | 2. csoport · Sin Seong-Ja (KOR) · nincs adat · Francesca Bortolozzi (ITA) · nincs adat · Isabelle Spennato (FRA) · nincs adat · Tamara Savić-Šotra (IOP) · nincs adat · Andrea Chiuchich (ARG) · nincs adat · Rencia Nasson (RSA) · nincs adat | 4.         | erőnyerő          | Barbara Wolnicka (POL) · 6-4, 2-5, 3-5   |                                                  |                                     | Mincza Ildikó (HUN) · 2-5, 5-2, 6-4            | Sin Seong-Ja (KOR) · 5-3, 5-2 | Hsziao Aj-hua (Xiao Aihua) (CHN) · 6-5, 6-5 | Olga Velicsko (EUN) · 4-6, 5-2, 5-2         | Reka Lazăr-Szabo (ROU) · 0-5, 5-2, 5-2 | Giovanna Trillini (ITA) · 2-5, 5-3, 3-5 | Bronzmérkőzés · Laurence Modaine (FRA) · 5-1, 1-5, 5-3 |          |
| Olga Velicsko                                                                     | Tőr, egyéni | 4. csoport · Vang Huj-feng (Wang Hui-feng) (CHN) · 5-2 · Montserat Esquerdo (ESP) · 5-0 · Mary O'Neill (USA) · 5-0 · Linda Strachan (GBR) · 5-0 · Zita-Eva Funkenhauser (GER) · 3-5                                                            | 1.         | erőnyerő          | Tamara Savić-Šotra (IOP) · 5-3, 3-5, 5-1 | Hsziao Aj-hua (Xiao Aihua) (CHN) · 5-3, 1-5, 5-1 | Margherita Zalaffi (ITA) · 3-5, 3-5 |                                                |                               |                                             | Tatyjana Szadovszkaja (EUN) · 6-4, 2-5, 2-5 | kiesett                                | kiesett                                 | kiesett                                                | 10.      |
| Jelena Glikina Jelena Grisina Tatyjana Szadovszkaja Olga Velicsko Olga Voscsakina | Tőr, csapat | 2. csoport · Magyarország (HUN) · 9-4 · Nagy-Britannia (GBR) · 9-1 | 1.         |                   |                                          |                                                  |                                     |                                                |                               |                                             |                                             | Lengyelország (POL) · 9-7              | Németország (GER) · 4-9                 | Bronzmérkőzés · Románia (ROU) · 8-8                    | 4.       |

## Vízilabda
| Egyesített Csapat férfi vízilabdacsapat-játékoskeret                                                                                         | Egyesített Csapat férfi vízilabdacsapat-játékoskeret                                                                   |
| --- | --- |
| - Dmitrij Apanaszenko - Andrej Belofasztov - Dmitrij Gorskov - Vlagyimir Karabutov - Alekszandr Kolotov - Andriy Kovalenko - Nyikolaj Kozlov | - Szergej Markocs - Szergej Naumov - Alekszandr Ogorodnyikov - Jevgenyij Saranov - Alexander Tchigir - Alekszej Vdovin |

### Eredmények
Csoportkör
A csoport
| Csapat                  | M | Gy | D | V | G+ | G– | Gk  | P  |
| ----------------------- | - | -- | - | - | -- | -- | --- | -- |
| Egyesített Csapat (EUN) | 5 | 5  | 0 | 0 | 50 | 32 | +18 | 10 |
| Egyesült Államok (USA)  | 5 | 4  | 0 | 1 | 40 | 24 | +16 | 8  |
| Ausztrália (AUS)        | 5 | 2  | 1 | 2 | 44 | 41 | +3  | 5  |
| Németország (GER)       | 5 | 1  | 2 | 2 | 38 | 41 | –3  | 4  |
| Franciaország (FRA)     | 5 | 1  | 1 | 3 | 38 | 42 | –4  | 3  |
| Csehszlovákia (TCH)     | 5 | 0  | 0 | 5 | 33 | 63 | –30 | 0  |

| 1992. augusztus 1. 09:30 | Egyesített Csapat (EUN) | 10–6 | Csehszlovákia (TCH) | Játékvezetők: Manuel Benitez (PUR), Riza Haluk Toygarli (TUR) |
| 1992. augusztus 1. 09:30 | (2–1, 1–1, 4–3, 3–1)    |      |                     | Játékvezetők: Manuel Benitez (PUR), Riza Haluk Toygarli (TUR) |
| 1992. augusztus 1. 09:30 | Apanaszenko 4           |      | Polačik 3           | Játékvezetők: Manuel Benitez (PUR), Riza Haluk Toygarli (TUR) |

| 1992. augusztus 2. 19:45 | Egyesített Csapat (EUN) | 11–7 | Németország (GER) | Játékvezetők: Franco Picchetto (ITA), Wim Keman (AHO) |
| 1992. augusztus 2. 19:45 | (4–3, 3–2, 2–0, 2–2)    |      |                   | Játékvezetők: Franco Picchetto (ITA), Wim Keman (AHO) |
| 1992. augusztus 2. 19:45 | Apanaszenko 3           |      | Peña, Reimann 2   | Játékvezetők: Franco Picchetto (ITA), Wim Keman (AHO) |

| 1992. augusztus 3. 19:45 | Ausztrália (AUS)     | 9–12 | Egyesített Csapat (EUN) | Játékvezetők: Eugenio Asencio (ESP), Alfred van Dorp (NED) |
| 1992. augusztus 3. 19:45 | (2–3, 3–4, 2–1, 2–4) |      |                         | Játékvezetők: Eugenio Asencio (ESP), Alfred van Dorp (NED) |
| 1992. augusztus 3. 19:45 | három játékos 2      |      | Apanaszenko 5           | Játékvezetők: Eugenio Asencio (ESP), Alfred van Dorp (NED) |

| 1992. augusztus 5. 12:00 | Egyesített Csapat (EUN) | 8–5 | Egyesült Államok (USA) | Játékvezetők: Eugenio Asencio (ESP), Eugenio Martinez (CUB) |
| 1992. augusztus 5. 12:00 | (0–2, 3–2, 2–0, 3–1)    |     |                        | Játékvezetők: Eugenio Asencio (ESP), Eugenio Martinez (CUB) |
| 1992. augusztus 5. 12:00 | Apanaszenko 2           |     | Humbert 2              | Játékvezetők: Eugenio Asencio (ESP), Eugenio Martinez (CUB) |

| 1992. augusztus 6. 18:45 | Egyesített Csapat (EUN) | 9–5 | Franciaország (FRA) | Játékvezetők: Franco Picchetto (ITA), Decio Patelli (BRA) |
| 1992. augusztus 6. 18:45 | (3–2, 1–0, 2–1, 3–2)    |     |                     | Játékvezetők: Franco Picchetto (ITA), Decio Patelli (BRA) |
| 1992. augusztus 6. 18:45 | Apanaszenko 3           |     | öt játékos 1        | Játékvezetők: Franco Picchetto (ITA), Decio Patelli (BRA) |

Elődöntő
| 1992. augusztus 8. 18:45 | Egyesített Csapat (EUN) | 8–9 | Olaszország (ITA) | Játékvezetők: Alfred van Dorp (NED), John Whitehouse (AUT) |
| 1992. augusztus 8. 18:45 | (3–2, 2–3, 2–2, 1–2)    |     |                   | Játékvezetők: Alfred van Dorp (NED), John Whitehouse (AUT) |
| 1992. augusztus 8. 18:45 | Markocs 3               |     | Campagna 3        | Játékvezetők: Alfred van Dorp (NED), John Whitehouse (AUT) |

Bronzmérkőzés
| 1992. augusztus 9. 15:15 | Egyesült Államok (USA) | 4–8 | Egyesített Csapat (EUN) | Játékvezetők: Eugenio Asencio (ESP), John Dwyer Whitehouse (AUS) |
| 1992. augusztus 9. 15:15 | (2–1, 0–2, 1–4, 1–1)   |     |                         | Játékvezetők: Eugenio Asencio (ESP), John Dwyer Whitehouse (AUS) |
| 1992. augusztus 9. 15:15 | Kimbell 2              |     | Apanaszenko 3           | Játékvezetők: Eugenio Asencio (ESP), John Dwyer Whitehouse (AUS) |

| Csapat                  | Helyezés |
| ----------------------- | -------- |
| Egyesített Csapat (EUN) |          |